# تاريخ الذكاء الاصطناعي
بدأ تاريخ الذكاء الاصطناعي في العصور القديمة، من خلال الأساطير والقصص والشائعات عن الكائنات الاصطناعية الموهوبة بالذكاء أو الوعي من قبل الحرفيين المهرة. زُرعت بذور الذكاء الاصطناعي الحديث من قبل الفلاسفة الكلاسيكية الذين حاولوا وصف عملية التفكير الإنساني بأنها عبارة عن التلاعب الميكانيكي للرموز. تُوج هذا العمل باختراع الكمبيوتر الرقمي القابل للبرمجة في الأربعينيات من القرن العشرين، وهي آلة تعتمد على جوهر التفكير المنطقي الرياضي. وقد ألهم هذا الجهاز والأفكار التي تقف وراءه حفنة من العلماء للبدء بجدية في مناقشة إمكانية بناء الدماغ الإلكتروني.
تأسس مجال أبحاث الذكاء الاصطناعي ضمن ورشة عمل في حرم كلية دارتموث خلال صيف عام 1956م. أولئك الذين حضروا سيصبحون قادة لأبحاث الذكاء الاصطناعي لعدة عقود. تنبأ العديد منهم بأن آلة بذكاء الإنسان لن تكون موجودة في أكثر من جيل، وأنهم حصلوا على ملايين الدولارات لجعل هذه الرؤية حقيقة.
في النهاية، أصبح من الواضح أنهم قللوا بشكل كبير من صعوبة المشروع. في عام 1973م، استجابةً لانتقادات جيمس لايتهيل والضغط المستمر من الكونغرس، أوقفت الحكومتان الأمريكية والبريطانية تمويل البحوث غير الموجهة في مجال الذكاء الاصطناعي، وستُعرف السنوات الصعبة التي تلت ذلك باسم «شتاء الذكاء الاصطناعي». بعد سبع سنوات، ألهمت المبادرة اليابانية التي تبنتها الحكومة اليابانية، الحكومات والصناعة لتزويد مشاريع الذكاء الاصطناعي بمليارات الدولارات، ولكن بحلول أواخر الثمانينيات أُصيب المستثمرون بخيبة أمل بسبب عدم وجود الطاقة اللازمة للكمبيوتر (الآلات) وسحبوا التمويل مرةً أخرى.
ازدهر الاستثمار والاهتمام بالذكاء الاصطناعى في العقود الأولى من القرن الحادي والعشرين، عندما طُبقت عملية تعلم الآلة بنجاح على العديد من المشكلات في الأوساط الأكاديمية والصناعية بسبب الأساليب الجديدة، وطُبقت أجهزة الكمبيوتر القوية، وجُمعت مجموعات ضخمة من البيانات.
في أوائل الألفية الجديدة، بدأ تطبيق التعلم الآلي على مجموعة واسعة من المشكلات في الأوساط الأكاديمية والصناعية، وحققت هذه التقنية نجاحات بفضل توفر أجهزة حاسوب قوية، وجمع مجموعات بيانات ضخمة، وتطبيق أساليب رياضية متقدمة. في عام 2012، أثبت التعلم العميق أنه تقنية اختراقية متفوقًا على كل الأساليب الأخرى. وظهر هيكل "المحول" (Transformer) في عام 2017، ليستخدم في إنتاج تطبيقات مثيرة للإعجاب في مجال الذكاء الاصطناعي التوليدي، مما أدى إلى طفرة في الاستثمار في الذكاء الاصطناعي خلال العشرينيات من القرن الحالي.

## الطلائع

### الطلائع الأسطورية والخيالية والتكهنية

#### الخيال الحديث
بحلول القرن التاسع عشر، أصبحت فكرة الرجال الاصطناعيين والآلات المفكرة موضوعًا شائعًا في الأدب. استكشفت أعمال بارزة مثل رواية "فرانكنشتاين" لماري شيلي ومسرحية روبوتات روسوم العالميةلكارل تشابيك مفهوم الحياة الاصطناعية. كما عبّرت مقالات تأملية مثل "داروين بين الآلات" لصموئيل بتلر،  و"لاعب شطرنج مايزل" لإدغار آلان بو عن اهتمام المجتمع المتزايد بالآلات التي تمتلك ذكاءً اصطناعيًا. ولا يزال الذكاء الاصطناعي حتى اليوم موضوعًا شائعًا في أدب الخيال العلمي. 

#### الآلات ذاتية التشغيل

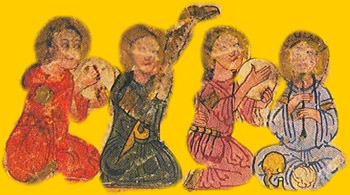
آلات الجزري القابلة للبرمجة (1206 م)

صنع الحرفيون من عدة حضارات آلات ذاتية التشغيل بشرية واقعية، من بينهم يان شي، وهيرو الإسكندري، والجزري، وهارون الرشيد، وجاك دي فوكانسون، وليوناردو توريس إي كفيدو، وبيير جاكيه-درو، وولفغانغ فون كيمبلين. 
تعتبر التماثيل المقدسة في مصر واليونان أقدم آلات ذاتية التشغيل معروفة. كان المؤمنون يعتقدون أن الحرفيين قد منحوا هذه التماثيل عقولًا حقيقية، قادرة على الحكمة والعاطفة. كتب هرمس قائلًا: "من خلال اكتشاف طبيعة الآلهة الحقيقية، استطاع الإنسان إعادة إنتاجها". وأكد العالم الإنجليزي ألكسندر نيكم أن الشاعر الروماني القديم فيرجيل بنى قصرًا يحتوي على تماثيل ذاتية التشغيل. 
في العصر الحديث المبكر، قيل إن هذه الآلات ذاتية التشغيل الأسطورية تمتلك قدرة سحرية على الإجابة عن الأسئلة المطروحة عليها. وزُعم أن الكيميائي والعالم البروتو-بروتستانتي روجر باكون صنع رأسًا برونزيًا ناطقًا، إذ كان يُنظر إليه كالساحر. وتشبه هذه الأسطورة أسطورة "رأس ميمير" في الأساطير النوردية. وفقًا للأسطورة، كان ميمير معروفًا بعقله وحكمته، وقُطعت رأسه في حرب الإيسر والفانير. يُقال إن أودين "حنط" الرأس بالأعشاب وتلا عليها التعاويذ، مما جعلها تظل قادرة على التحدث بالحكمة، ليبقيها بالقرب منه طلبًا للمشورة. 

### الاستدلال الرسمي

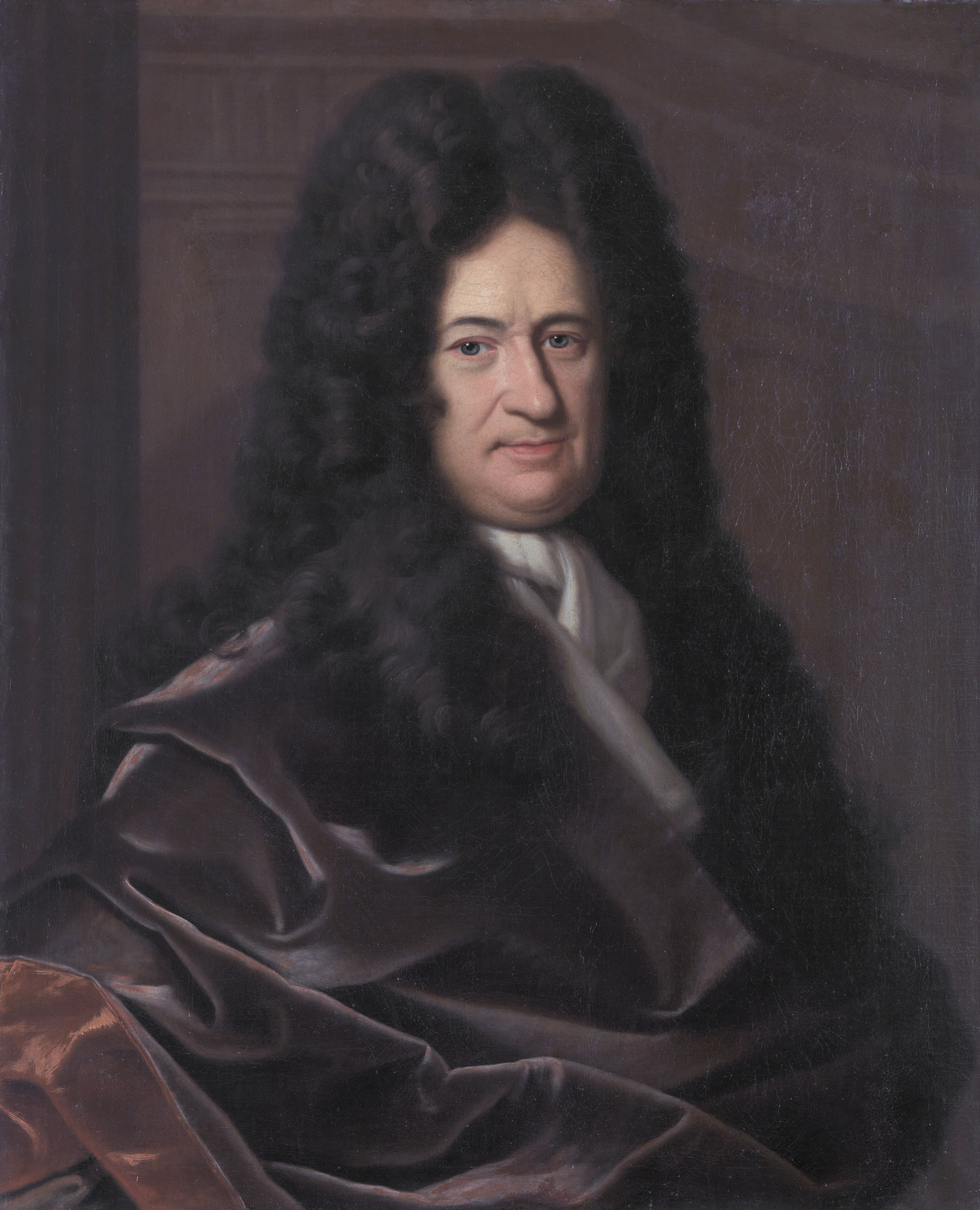
تكهن غوتفريد لايبنتس بأن العقل البشري يمكن تقليصه إلى حساب ميكانيكي

يعتمد الذكاء الاصطناعي على فرضية أن عملية التفكير البشري يمكن تحويلها إلى عملية ميكانيكية. وتتمتع دراسة التفكير الميكانيكي أو "الشكلي" بتاريخ طويل؛ فقد طور الفلاسفة الصينيون والهنود واليونانيون طرقًا منظمة للاستدلال الشكلي بحلول الألفية الأولى قبل الميلاد. وقد طوّر هذه الأفكار عبر القرون فلاسفة مثل أرسطو (الذي قدّم تحليلًا رسميًا للقياس المنطقي)، وإقليدس (الذي كانت كتاباته في "الأصول" نموذجًا للتفكير الشكلي)، والخوارزمي (الذي طوّر علم الجبر وسُميت الخوارزميات على اسمه)، بالإضافة إلى الفلاسفة المدرسيين الأوروبيين مثل ويليام الأوكامي ودانز سكوطس.
أما الفيلسوف الإسباني رامون لول (1232-1315)، فقد طوّر عدة آلات منطقية مكرسة لإنتاج المعرفة بوسائل منطقية. وصف لول آلاته ككيانات ميكانيكية يمكنها دمج الحقائق الأساسية والثابتة من خلال عمليات منطقية بسيطة تقوم بها الآلة بوسائل ميكانيكية، مما يسمح بإنتاج جميع أشكال المعرفة الممكنة.  كان لعمل لول تأثير كبير على غوتفريد لايبنتز، الذي أعاد تطوير أفكاره.
في القرن السابع عشر، استكشف كل من لايبنتز وتوماس هوبز ورينيه ديكارت إمكانية جعل التفكير العقلاني منهجيًا بقدر منهجية الجبر أو الهندسة. وقد كتب هوبز في كتابه "اللفياثان" بشكل شهير: "فالمنطق... ليس سوى حساب، أي جمع وطرح". تخيّل لايبنتز لغة كونية للتفكير، تُعرف بالسمة عالمية (باللاتينية: characteristica universalis)، يمكن من خلالها تحويل الجدال إلى حساب، حيث قال إنه "لن يكون هناك حاجة للجدال بين فيلسوفين أكثر من حاجة المحاسبين إلى ذلك، إذ يمكن ببساطة أن يأخذوا أقلامهم وألواحهم ويقول أحدهم للآخر (بحضور شاهد إذا رغبوا): دعونا نحسب". وهكذا بدأ هؤلاء الفلاسفة في صياغة فرضية "نظام الرموز الفيزيائي"، والتي أصبحت فيما بعد جوهر أبحاث الذكاء الاصطناعي.

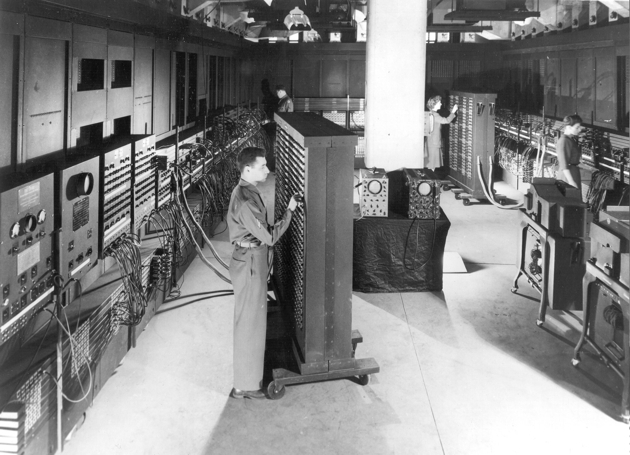
صورة للجيش الأمريكي لجهاز "إنياك" في مدرسة مور للهندسة الكهربائية

قدمت دراسة المنطق الرياضي الاختراق الأساسي الذي جعل الذكاء الاصطناعي يبدو ممكن التحقيق. وتم وضع الأسس بواسطة أعمال مثل "قوانين الفكر" لجورج بول و"مخطط المفاهيم" لفريجه. بناءً على نظام فريجه، قدّم راسل ووايتهد معالجة رسمية لأسس الرياضيات في عملهما الشهير "المبادئ الرياضية" عام 1913. وبإلهام من نجاح راسل، تحدى ديفيد هلبرت علماء الرياضيات في عشرينيات وثلاثينيات القرن الماضي للإجابة عن سؤال جوهري: "هل يمكن صياغة كل الاستدلال الرياضي بشكل منهجي؟". وقد جاءت الإجابة عن سؤاله من خلال مبرهنات عدم الاكتمال لغودل، وآلة تورينغ، وحسابات لامدا لتشرش.
كانت إجابتهم مفاجئة بطريقتين: أولًا، أثبتوا أن هناك بالفعل حدودًا لما يمكن أن ينجزه المنطق الرياضي. وثانيًا (وهو الأهم بالنسبة للذكاء الاصطناعي)، أن عملهم أوحى بأن أي شكل من أشكال الاستدلال الرياضي يمكن تحقيقه ميكانيكيًا، ولكن ضمن هذه الحدود. وتضمنت أطروحة تشرش-تورينغ دلالة مفادها أن جهازًا ميكانيكيًا، يُدير رموزًا بسيطة مثل 0 و1، يمكنه محاكاة أي عملية استنتاج رياضية يمكن تصورها.  كانت الفكرة الرئيسية هي آلة تورنغ وهي تركيب نظري بسيط يجسد جوهر التعامل مع الرموز المجردة. . وقد ألهم هذا الابتكار عددًا من العلماء للبدء في مناقشة إمكانية إنشاء آلات تفكر.

### علوم الحاسوب
صُممت أو بُنيت آلات حسابية عبر التاريخ، بدءًا من العصور القديمة وحتى العصر الحديث، على يد العديد من العلماء والمخترعين، مثل غوتفريد لايبنتز، وجوزيف ماري جاكار، وتشارلز بابيج، وبيرسي لودغيت، وليوناردو توريس كفيدو، وفانيفار بوش، وغيرهم. وقد تكهنت آدا لوفلايس بأن آلة بابيج قد تكون "آلة تفكر أو... تستنتج"، لكنها حذّرت من ضرورة تجنب "الأفكار المبالغ فيها التي قد تنشأ بشأن قدرات" هذه الآلة.
كانت أول الحواسيب الحديثة هي الآلات الضخمة التي طُوّرت خلال الحرب العالمية الثانية، مثل آلة كونراد سوزه الُمسماه زد3، وآلات آلان تورنغ المُسماه "Heath Robinson machine" وكولوسس، وآلة جون أتاناسوف وبيري المُسماه "Atanasoff–Berry computer"، وآلة إنياك في جامعة بنسيلفانيا. استندت آلة إنياك إلى الأسس النظرية التي وضعها آلان تورنغ وطوّرها جون فون نيومان. 

## ولادة الذكاء الاصطناعي (1941-1956)

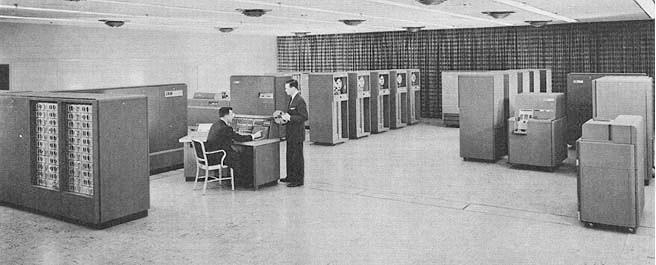
يُعد جهاز آي بي إم 702 أول جهاز كمبيوتر استخدمه الجيل الأول من الباحثين في مجال الذكاء الاصطناعي.

استلهمت الأبحاث المبكرة حول الآلات المفكرة من تداخل مجموعة من الأفكار التي أصبحت شائعة في أواخر الثلاثينيات، وأربعينيات، وخمسينيات القرن الماضي. أظهرت الأبحاث الحديثة في علم الأعصاب أن الدماغ عبارة عن شبكة كهربائية من الخلايا العصبية التي تُطلق نبضات كاملة أو لا شيء. وصفت "السبرانيات" لنوربرت وينر التحكم والاستقرار في الشبكات الكهربائية. أما نظرية المعلوماتلكلود شانون، فقد وصفت الإشارات الرقمية (أي، الإشارات الكاملة أو لا شيء). وأظهرت نظرية الحوسبةلآلان تورنغ أنه يمكن وصف أي شكل من أشكال الحوسبة رقميًا، وأوحت العلاقة الوثيقة بين هذه الأفكار بأنه قد يكون من الممكن بناء "دماغ إلكتروني".
في الأربعينيات والخمسينيات من القرن الماضي، استكشف عدد قليل من العلماء من مُختلف المجالات (مثل الرياضيات، وعلم النفس، والهندسة، والاقتصاد، والعلوم السياسية) عدة اتجاهات بحثية كانت حيوية لأبحاث الذكاء الاصطناعي اللاحقة. كان آلان تورينج من أوائل الذين بحثوا بجدية في إمكانية "الذكاء الآلي" من الناحية النظرية.  تأسس مجال "أبحاث الذكاء الاصطناعي" كتخصص أكاديمي في عام 1956.

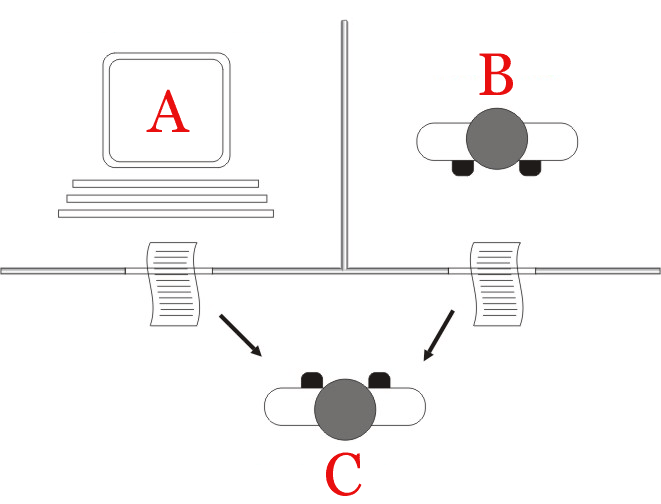
اختبار تورنغ. مصدر الصورة:

### اختبار تورنغ
في عام 1950، نشر تورنغ ورقة بحثية بارزة بعنوان الآلات الحاسوبية والذكاء [الإنجليزية]، حيث تكهن بإمكانية إنشاء آلات تُفكر.  وفي هذه الورقة أشار إلى أن "التفكير" من الصعب تعريفه وابتكر اختبار تورنغ الشهير وهو اختبار للذكاء الاصطناعي لمعرفة ما إذا كان الكمبيوتر، من خلال محادثة دردشة يمكنه إقناع الإنسان بأنه إنسان. فحينها من المعقول القول إن الآلة كانت تُفكر.  سمحت هذه النسخة المُبسطة من المشكلة لتورنغ بالجدال بشكل مُقنع بأن "الآلة المُفكرة" كانت مُحتملة على الأقل، وأجابت الورقة على جميع الاعتراضات الأكثر شيوعًا على الاقتراح.  كان اختبار تورنغ أول اقتراح جاد في فلسفة الذكاء الاصطناعي.
يشير تاريخ الذكاء الاصطناعي إلى أن آلان تورينغ كان مهتمًا بالذكاء الآلي منذ عام 1941، عندما قام بتوزيع ورقة حول الذكاء الآلي، والتي يمكن أن تُعتبر أقدم ورقة في مجال الذكاء الاصطناعي — على الرغم من أنها ضاعت الآن. تبعت ورقته في عام 1950 ثلاث بثوث إذاعية حول الذكاء الاصطناعي، تضمنت محاضرتين بعنوان "الآلات الذكية، نظرية هرطقية" و"هل تستطيع الحواسيب الرقمية التفكير؟"، بالإضافة إلى مناقشة جماعية بعنوان "هل يمكن أن تُقال الآلات الحاسبة الأوتوماتيكية إنها تفكر؟". 

### الشبكات العصبية الاصطناعية
حلل والتر بيتس ووارن مكولوك الشبكات التي تتكون من خلايا عصبية اصطناعية مثالية وأظهروا كيف يمكن أن تؤدي هذه الشبكات وظائف منطقية بسيطة في عام 1943. كانوا أول من وصف ما سيسميه الباحثون اللاحقون الشبكة العصبية. تأثرت ورقتهم بعمل تورينغ "عن الأعداد القابلة للحساب" من عام 1936، حيث استخدمت خلايا عصبية ثنائية الحالة، لكنها كانت الأولى التي تطبق ذلك على وظائف عصبية. كان من بين الطلاب الذين ألهمتهم أفكار بيتس ومكولوك مارفن مينسكي، الذي كان طالب دراسات عليا في الرابعة والعشرين من عمره في ذلك الوقت. في عام 1951، بنى مينسكي وديان إدموندز أول آلة شبكية عصبية، تُعرف باسم SNARC. لاحقًا، أصبح مينسكي واحدًا من أبرز القادة والمبتكرين في مجال الذكاء الاصطناعي.

### الروبوتات السيبرانية
شهدف الخمسينيات بناء روبوتات تجريبية مثل سلحفاة ويليام غراي والتر و"وحش جون هوبكنز". لم تستخدم هذه الآلات الحواسيب أو الإلكترونيات الرقمية أو التفكير الرمزي؛ بل كانت تتحكم بالكامل بواسطة دوائر تناظرية.

### الذكاء الاصطناعي في الألعاب
في عام 1951، باستخدام آلة فيرانتي مارك 1 في جامعة مانشستر، كتب كريستوفر ستراشي برنامجًا للعبة الداما، بينما كتب ديتريش غونتر برنز برنامجًا للشطرنج. حقق برنامج آرثر صامويل للداما، الذي كان موضوع ورقته في عام 1959 "دراسات في التعلم الآلي باستخدام لعبة الداما"، مستوى من المهارة يكفي لتحدي هاوٍ محترم. كان برنامج صامويل من بين أولى الاستخدامات لما سيطلق عليه لاحقًا التعلم الآلي. وقد استمر استخدام الذكاء الاصطناعي في الألعاب كمعيار لقياس التقدم في الذكاء الاصطناعي على مر تاريخه.

### الاستدلال الرمزي ونظرية المنطق

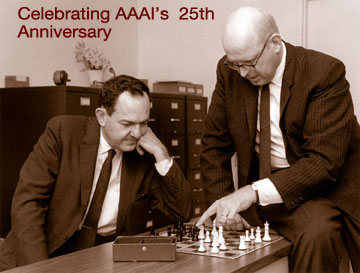
هربرت سيمون (يسار) في مباراة شطرنج ضد ألين نيويل ق. 1958

عندما أصبح الوصول إلى الحواسيب الرقمية ممكنًا في منتصف الخمسينيات، أدرك عدد قليل من العلماء بشكلٍ غريزي أن الآلة التي يمكنها معالجة الأرقام يمكنها أيضًا معالجة الرموز، وأن معالجة الرموز قد تكون جوهر التفكير البشري. كانت هذه مقاربة جديدة لإنشاء آلات تفكير. 
في عام 1955، أنشأ ألن نيويل وهيربرت سيمون، الحائز على جائزة نوبل لاحقًا، "المنظّر المنطقي" بمساعدة كليف شو أثبت البرنامج في النهاية 38 من أول 52 نظرية في كتاب مبادئ الرياضياتلراسل ووايتهد، ووجد براهين جديدة وأكثر أناقة لبعض النظريات. قال سيمون إنهم "حلوا معضلة العقل والجسد القديمة، موضحين كيف يمكن أن يكون لنظام يتكون من المادة خصائص العقل".  كان هذا بيانًا مبكرًا للموقف الفلسفي الذي سيطلق عليه جون سورل لاحقًا "الغرفة الصينية" وهو أن الآلات يمكن أن تحتوي على عقول تمامًا كما تفعل الأجسام البشرية.
لقد هيمن نموذج التفكير الرمزي الذي قدموه على أبحاث التمويل في الذكاء الاصطناعي حتى منتصف التسعينيات، كما ألهم الثورة المعرفية.

### ورشة عمل دارتموث
كانت ورشة عمل دارتموث عام 1956 حدثًا محوريًا يمثل البداية الرسمية للذكاء الاصطناعي كأحد التخصصات الأكاديمية. نظم الورشة مارفن مينسكي وجون مكارثي، بدعم من عالمين بارزين هما كلود شانون وناثان روتشستر من شركة آي بي إم. كانت مقترحات المؤتمر تنص على نيتهم اختبار الادعاء بأن "كل جانب من جوانب التعلم أو أي ميزة أخرى من الذكاء يمكن وصفها بدقة بحيث يمكن صنع آلة لمحاكاتها". أصبح الاقتراح لاحقًا معروفًا باسم فرضية أنظمة الرموز الفيزيائية". وقد صاغ ألن نيويل وسيمون فرضية أنظمة الرموز الفيزيائية في ورقتهما "حلول عامة للمشاكل" (GPS). تتضمن هذه الفرضية تعريفًا أكثر تحديدًا للآلة باعتبارها وكيلًا لمعالجة الرموز.
قدم جون مكارثي مصطلح "الذكاء الاصطناعي" خلال الورشة،  في مقابلة مع سي نت صرح مكارثي بشكل قاطع "لقد ابتكرت المصطلح"،  اختار مكارثي هذا المصطلح لتجنب الارتباط بعلم السبرانيات وتأثير نوربرت فينر.  شمل المشاركون في الورشة راي سولومونوف، وأوليفر سيلفريدج، وترينشارد مور، وآرثر صموئيل، وألن نيويل، وهيربرت سيمون، وقد تناول المشاركون إنشاء برامج مهمة خلال العقود الأولى من أبحاث الذكاء الاصطناعي. 
وفي الورشة عرض نيويل وسيمون "المنظّر المنطقي". وقد كانت الورشة اللحظة التي حصل فيها الذكاء الاصطناعي على اسمه ومهمته وأول نجاح كبير له وأهم اللاعبين فيه، وتعتبر على نطاق واسع لحظة ولادة الذكاء الاصطناعي. كتب دانييل كريفييه "إن المؤتمر يعتبر عمومًا بمثابة تاريخ الميلاد الرسمي للعلم الجديد".

### الثورة الإدراكية
في خريف عام 1956، قدم نيويل وسيمون أيضاً مُنظِّر المنطق في اجتماع لمجموعة الاهتمامات الخاصة في نظرية المعلومات في معهد ماساتشوستس للتقانة. وفي الاجتماع ناقش نعوم تشومسكيقواعده التوليدية، ووصف جورج ميلر ورقته البحثية البارزة "الرقم السحري سبعة، زائد أو ناقص اثنين". كتب ميلر "غادرت الندوة بقناعة، بديهية أكثر من كونها عقلانية، بأن علم النفس التجريبي واللغويات النظرية ومحاكاة الكمبيوتر للعمليات المعرفية كانت جميعها أجزاء من كلية أكبر". 
كان هذا الاجتماع بداية "الثورة المعرفية" والتحول النموذجي متعدد التخصصات في علم النفس والفلسفة وعلوم الكمبيوتر وعلم الأعصاب. وألهم ذلك إنشاء المجالات الفرعية للذكاء الاصطناعي الرمزي، والنحو التوليدي، والعلوم المعرفية، وعلم النفس المعرفي، وعلم الأعصاب المعرفي والمدارس الفلسفية للحوسبة والوظائفية. استخدمت جميع هذه المجالات أدوات مُتعلقة لنمذجة العقل، وكانت النتائج التي تم اكتشافها في مجال واحد ذات صلة بالمجالات الأخرى.
سمح النهج المعرفي للباحثين بالنظر في "العناصر العقلية" مثل الأفكار أو الخطط أو الأهداف أو الحقائق أو الذكريات، والتي غالبًا ما تُحلل باستخدام رموز عالية المُستوى في الشبكات الوظيفية. كانت هذه الأشياء محظورة على أنها "غير قابل للملاحظة" في النماذج السابقة مثل السلوكية.  لاحقًا ستُصبح العناصر العقلية الرمزية محور تركيز رئيسي لأبحاث الذكاء الاصطناعي والتمويل على مدى العقود القليلة القادمة.

## النجاحات المبكرة (1956-1974)
كانت البرامج المطورة في السنوات التي تلت ورشة دارتموث "مذهلة" بمعنى الكلمة بالنسبة لمعظم الناس: فقد بدأت الحواسيب بحل مسائل الجبر اللفظية، وإثبات النظريات في الهندسة، وتعلم التحدث بالإنجليزية. ولم يكن الكثيرون في ذلك الوقت يعتقدون أن مثل هذا "السلوك الذكي" ممكن من قبل الآلات على الإطلاق. أبدى الباحثون تفاؤلًا كبيرًا في المجالين الخاص والعام، متوقعين أنه سيتم بناء آلة ذكية بالكامل في أقل من 20 عامًا. وقد ضخت الوكالات الحكومية، مثل وكالة مشاريع البحوث المتطورة الدفاعية (داربا، التي كانت تُعرف حينها باسم "أربا")، أموالًا ضخمة في هذا المجال. وتم إنشاء مختبرات الذكاء الاصطناعي في عدد من الجامعات البريطانية والأمريكية في أواخر الخمسينيات وأوائل الستينيات. 

### المناهج
كانت هناك العديد من البرامج الناجحة والاتجاهات الجديدة في أواخر الخمسينيات والستينيات. ومن بين أكثرها تأثيرًا:

#### التفكير والتخطيط وحل المشكلات كبحث
استخدمت العديد من برامج الذكاء الاصطناعي الأولية خوارزمية أساسية واحدة. فلكي تحقق هدفًا محددًا، كالفوز بلعبة أو إثبات نظرية، كانت تتقدم خطوة بخطوة نحو هذا الهدف، وكأنها تتبع مسارًا في متاهة، تتراجع عند كل طريق مسدود. وكانت التحدي الأكبر هو التعداد الهائل للمسارات المحتملة في هذه "المتاهة"، وهي مشكلة تعرف بـ"الانفجار الجمعي". ولذا، لجأ الباحثون إلى تقليص نطاق البحث عبر خوارزميات تقريبية تستبعد المسارات التي تبدو غير واعدة في الوصول إلى الحل. 
سعى نيويل وسيمون إلى تطوير نسخة عامة لهذه الخوارزمية في برنامج سمي "الحل العام للمشاكل". وتمكنت برامج بحثية أخرى من إنجاز مهام مبهرة، كحل مسائل في الهندسة والجبر، مثل برنامج "مُثبت نظريات الهندسة" لهيربرت غليرنتر (1958) و"التكامل التلقائي الرمزي" (SAINT) لجيمس سلاجلي، طالب مارفن مينسكي في عام 1961. كما استكشفت برامج أخرى سبل تحقيق الأهداف والأهداف الفرعية لتخطيط الإجراءات، مثل نظام "ستريبز" الذي طُور في جامعة ستانفورد للتحكم في تصرفات الروبوت "شايكي".

#### اللغة الطبيعية

مثال لشبكة دلالية

كان من الأهداف الجوهرية لبحوث الذكاء الاصطناعي تمكين الحواسيب من التواصل بلغات طبيعية كالإنجليزية. ومن أوائل النجاحات البارزة في هذا المجال برنامج "الطالب" الذي وضعه دانيال بوبرو، والذي تمكن من حل مسائل جبرية لفظية من نوعية مسائل المرحلة الثانوية.
تمثلت الشبكة الدلالية في تمثيل المفاهيم كـ"المنزل" و"الباب"، على شكل عقد وربطها ببعضها البعض بعلاقات، كعلاقة "الامتلاك". وكان أول برنامج يستخدم الشبكات الدلالية هو برنامج روس كويليان، بينما كانت "نظرية الاعتماد المفاهيمي" التي وضعها روجر شانك هي النسخة الأكثر شهرة وإثارة للجدل. 
أما برنامج إليزا الذي وضعه جوزيف وايزنباوم، فقد كان قادرًا على إجراء محادثات تبدو طبيعية إلى درجة أن بعض المستخدمين ظنوا أنهم يتحدثون إلى إنسان حقيقي وليس إلى برنامج حاسوبي (راجع تأثير إليزا). ومع ذلك، كان إليزا يعتمد بشكل أساسي على إعادة استخدام الردود أو تكرار ما يُقال له مع إجراء بعض التعديلات البسيطة باستخدام قواعد نحوية، مما جعله أول روبوت دردشة. 

#### العوالم المُصغرة
في أواخر الستينات، اقترح مارفن مينسكي وسيمور بابيرت من مختبر الذكاء الاصطناعي في معهد ماساتشوستس للتقانة أن ينصبّ تركيز البحث في ميدان الذكاء الاصطناعي على بيئات اصطناعية بسيطة، أطلقا عليها اسم "العوالم الصغيرة". وأشار الباحثان إلى أن العلوم الناجحة، مثل الفيزياء، تستند في فهم مبادئها الأساسية إلى نماذج مبسطة، كالسطوح الخالية من الاحتكاك أو الأجسام ذات الكثافة الثابتة. وقد ركز جزء كبير من هذا البحث على ما يُعرف بـ"عالم الكتل"، وهو عبارة عن بيئة تتكون من مكعبات ملونة بألوان مختلفة ومتباينة في الأشكال والأحجام، موضوعة على سطح مستو.
وقد أدى هذا النموذج إلى ابتكارات بارزة في مجال رؤية الآل، حيث قدم باحثون أمثال جيرالد جاي سوسمان، وأدولفو غوزمان، وديفيد والتز (الذي صاغ مفهوم "نشر القيود")، ولا سيما باتريك وينستون، إسهامات قيمة. وفي الوقت نفسه، قام مينسكي وبابيرت بتصميم ذراع آلية قادرة على ترتيب هذه الكتل، مما جعل "عالم الكتل" يظهر حقيقةً في العالم المادي. كما تم تطوير برنامج "شردلو" على يد تيري وينوغراد، والذي كان قادرًا على التفاعل بلغة إنجليزية بسيطة حول هذه البيئة الاصطناعية، والتخطيط للإجراءات وتنفيذها.

#### المُدركات والشبكات العصبية المبكرة
كانت التمويلات في الستينيات تُوجَّه بشكل رئيسي إلى المختبرات التي تبحث في الذكاء الاصطناعي الرمزي، غير أن عددًا من الباحثين استمروا في دراسة الشبكات العصبية.
قدّم فرانك روزينبلات،  الذي كان زميلًا لمارفن مينسكي في مدرسة برونكس للعلوم، نموذجًا لشبكة عصبية ذات طبقة واحدة أطلق عليها اسم "البيرسيبترون" عام 1958،  ومثل العديد من الباحثين في مجال الذكاء الاصطناعي في ذلك الوقت، كان روزنبلات متفائلًا بإمكانات هذه التقنية، حيث توقع أن يتمكن البيرسيبترون في المستقبل من أداء مهام معقدة مثل التعلم واتخاذ القرارات وترجمة اللغات. وقد حصل روزنبلات على الدعم المالي لمشروعه بشكل أساسي من مكتب البحوث البحرية. 
أما برنارد ويدرو وتلميذه تيد هوف، فقد ابتكرا نموذجين آليين يُعرفان بـ"أدالاين" (1960) و"مادالاين" (1962)، ضم كل منهما ما يقرب من ألف وزن قابل للتعديل. وفي سياق متصل، قادت مجموعة بحثية بمعهد ستانفورد للأبحاث، على رأسها تشارلز روزين وألفريد برين، تطوير آلات شبكات عصبية أخرى أُطلق عليها اسم "مينوس 1" و"مينوس 2". وقد تم إنشاء النموذج الأول عام 1960، والثاني عام 1963، بتمويل من فيلق الإشارة بالجيش الأمريكي. أما "مينوس 2" فقد تضمن 6800 وزن قابل للتعديل، وكانت تُدار بواسطة حاسوب "SDS 910" في تكوين أُطلق عليه "مينوس 3" (1968)، والذي كان بوسعه تصنيف الرموز على خرائط عسكرية والتعرف على الأحرف المكتوبة بخط اليد على أوراق ترميز فورتران. وخلال هذه المرحلة التأسيسية، اعتمد جل البحث في مجال الشبكات العصبية على بناء أجهزة مخصصة، بدلًا من الاعتماد على المحاكاة بالحواسيب الرقمية. 
رغم ذلك، ولعل من الأسباب القلة في النتائج المتحققة والمنافسة الشديدة من أبحاث الذكاء الاصطناعي الرمزية، توقفت التمويلات المخصصة لمشروع "مينوس" عام 1966. ولم يفلح روزينبلات في تأمين أي تمويل إضافي خلال الستينيات. وفي مفاجأة أحدثها صدور كتاب مينسكي وبابيرت "البيرسيبترونات" عام 1969، توقف البحث فجأة. فقد بيّن الكتاب أن قدرات البيرسيبترونات محدودة للغاية، وأن توقعات روزينبلات كانت مبالغًا فيها بشكل كبير. ونتيجة لذلك، لم يشهد الاتجاه "الاتصالي" أي تمويل يذكر على مدار عشر سنوات تقريبًا، وحسمت المنافسة على التمويل الحكومي لصالح النهج الرمزي في الذكاء الاصطناعي على حساب الشبكات العصبية.
صار مينسكي، الذي كان يعمل فيما مضى على مشروع SNARC، معارضًا شرسًا لفكرة الذكاء الاصطناعي الذي يعتمد على الاتصال المحض. واتجه ويدرو، الذي كان يعمل على مشروع "أدالاين"، إلى معالجة الإشارات التكيفية، في حين تحولت مجموعة معهد ستانفورد للأبحاث، التي كانت تعمل على مشروع مينوز، إلى الذكاء الاصطناعي الرمزي والروبوتات.
كانت العقدة الأساسية تكمن في عجز الباحثين عن تدريب الشبكات العصبية متعددة الطبقات، رغم استخدام تقنيات شبيهة بـ"التراجع العكسي" في مجالات أخرى. ومع مطلع الثمانينيات، انتشر مفهوم التراجع العكسي في أوساط الباحثين في الذكاء الاصطناعي، ليشهد القرن الحادي والعشرون طفرة هائلة في تطبيقات الشبكات العصبية التي تجاوزت كل التوقعات التي رسمها روزينبلات. إلا أن روزينبلات لم يحظَ برؤية هذا النجاح، إذ قضى نحبه في حادث بحري عام 1971م.

### التفاؤل
قام الجيل الأول من باحثي الذكاء الاصطناعي بوضع هذه التوقعات حول عملهم:
- 1958، هيربرت سيمون وألن نيويل: "خلال عشر سنوات سيكون الحاسوب الرقمي بطل العالم في الشطرنج" و"سيكتشف الحاسوب الرقمي ويثبت نظرية رياضية جديدة وهامة خلال عشر سنوات".[106]
- 1965، هيربرت سيمون: "ستكون الآلات قادرة، خلال عشرين عامًا، على أداء أي عمل يمكن أن يؤديه الإنسان".[107]
- 1967، مارفن مينسكي: "خلال جيل واحد... سيتم حل مشكلة إنشاء 'الذكاء الاصطناعي' إلى حد كبير".[108]
- 1970، مارفن مينسكي (في مجلة لايف): "في غضون ثلاث إلى ثماني سنوات سيكون لدينا آلة بذكاء عام يعادل ذكاء الإنسان العادي".[109][د]

### التمويل
في يونيو عام 1963 نال معهد ماساتشوستس للتقانة منحة قدرها 2.2 دولار أمريكي من وكالة مشاريع الأبحاث المتقدمة التي كانت قد أسست حديثًا (أربا، والتي عُرفت فيما بعد بداربا). وقد صُرفت هذه الأموال لتمويل مشروع ماك، والذي ضم "مجموعة الذكاء الاصطناعي" التي كان قد أسسها مارفن مينسكي وجون مكارثي قبل خمس سنوات. واستمرت داربا في تقديم ثلاثة ملايين دولار سنويًا حتى سبعينيات القرن العشرين. كما قدمت داربا منحًا مماثلة لبرنامج نيويل وسيمون في جامعة كارنيغي ميلون، ولمختبر الذكاء الاصطناعي بجامعة ستانفورد، والذي أسسه مكارثي في 1963. وعلاوة على ذلك، أُنشئ مختبر آخر بالغ الأهمية للذكاء الاصطناعي في جامعة إدنبرة على يد دونالد ميتشي عام 1965. وظلت هذه المؤسسات الأربع هي المراكز الرئيسية للبحث والتمويل الأكاديمي في مجال الذكاء الاصطناعي لسنوات عديدة.
قُدمت الأموال بشروط قليلة، إذ كان جوزيف ليكلايدر، مدير "أربا" آنذاك، يؤمن بأن على منظمته أن "تمول الأفراد لا المشاريع"، مما أتاح للباحثين فرصة متابعة أي اتجاهات أثارت اهتمامهم. وقد ولّد هذا مناخًا من الحرية في معهد ماساتشوستس للتقنية أسفر عن نشوء ثقافة المخترقين،  غير أن هذا النهج "غير المقيد" لم يدم طويلًا.

## شتاء الذكاء الاصطناعي الأول (1974-1980)
في سبعينيات القرن الماضي، واجه حقل الذكاء الاصطناعي تحديات جمة، تمثلت في الانتقادات اللاذعة والضائقة المالية. فقد بالغ الباحثون في تقدير سهولة المشكلات التي تعينوا على حلها، مما أدى إلى تضخيم التوقعات الشعبية بشكل غير واقعي. وعندما لم تتحقق تلك التوقعات، تقلص الدعم المادي المخصص لهذا الحقل بشكل كبير. وقد أشارت هذه النكسات إلى أن الأدوات التي استخدمها الباحثون في ذلك الحين لم تكن كافية لتحقيق الأهداف المنشودة.
ومع ذلك لم تُثنِ هذه العقبات عجلة التقدم في هذا المجال، إذ اقتصرت تأثيرات التخفيضات المالية على بعض المختبرات الكبرى. كما تجاهل الباحثون، إلى حد كبير تلك الانتقادات اللاذعة. بل ازداد الاهتمام العام بهذا الحقل، وتضاعف عدد الباحثين العاملين فيه بشكل ملحوظ. وشهد هذا الحقل استكشاف أفكار جديدة في مجالات برمجة المنطق والتفكير البديهي العام وغيرها. وقد جادل المؤرخ توماس هايغ في عام 2023 بأن هذا الحقل لم يشهد "شتاءً" حقيقياً. ووصف الباحث نيلس نيلسون هذه الفترة بأنها الأكثر "إثارة" في تاريخ الذكاء الاصطناعي.

### المشاكل
في أوائل السبعينيات، كانت قدرات برامج الذكاء الاصطناعي محدودة، حيث لم تكن البرامج الأكثر إبهارًا قادرة إلا على التعامل مع نسخ بسيطة من المشاكل التي يُفترض أن تحلها؛ لذا كانت جميع هذه البرامج، من بعض النواحي، مجرد "ألعاب". بدأ باحثو الذكاء الاصطناعي يواجهون حدودًا لم تُذلل إلا بعد عقود، بينما لا تزال بعض هذه التحديات قائمة حتى العشرينيات من القرن الحادي والعشرين:
- محدودية قدرة الحواسيب: لم تكن الذاكرة ولا سرعة المعالجة كافية لتحقيق نتائج مثمرة.[ز] فعلى سبيل المثال، اقتصرت الأبحاث الناجحة لروس كويلين حول اللغة الطبيعية على مفردات ضئيلة لا تتجاوز العشرين كلمة، وذلك لأن الذاكرة المتاحة لم تستطع استيعاب أكثر من ذلك.[128] وقد أشار هانز مورافيك في عام 1976 إلى أن الحواسيب كانت لا تزال أبعد ما تكون عن امتلاك القدرة اللازمة لإظهار الذكاء، مشيرًا إلى أن الذكاء الاصطناعي بحاجة إلى قوة معالجة هائلة كما يحتاج الطيران إلى قوة حصانية، إذ يصبح التحليق مستحيلًا دون حد أدنى من القوة، ولكنه قد يصبح أمرًا يسيرًا بزيادتها. وكتب مورافيك: "مع ما يكفي من قوة الحصان، يمكن لأي شيء أن يطير".[129] [ح]
- التعقيد الرياضي والانفجار التوافقي: في عام 1972 بناءً على نظريةستيفن كوك التي وضعها في العام السابق، بيَّن ريتشارد كارب أن ثمة العديد من المسائل التي لا يمكن حلها إلا في زمن أسّي. ويعني هذا أن العثور على حلول مثالية لهذه المسائل يستلزم كميات هائلة من وقت الحوسبة، ما لم تكن المسائل بسيطة. وقد انطبق هذا القيد على جميع برامج الذكاء الاصطناعي الرمزية التي استخدمت أشجار البحث، مما يعني أن العديد من الحلول "البسيطة" التي استخدمها الذكاء الاصطناعي لن تصلح لأنظمة عملية.[125][121]
- مفارقة مورافيك: نجحت أبحاث الذكاء الاصطناعي المبكرة في تمكين الحواسيب من أداء مهام "ذكية" كإثبات النظريات وحل مسائل الهندسة ولعب الشطرنج. وقد أقنعتهم هذه النجاحات في المهام الذكية بأن مشكلة السلوك الذكي قد حُلّت بشكل كبير.[131][132] إلا أنهم فشلوا فشلًا ذريعًا في إحراز تقدم في المهام "غير الذكية" مثل التعرف على الوجوه أو عبور الغرفة دون الاصطدام بالأشياء.[131][133] وبحلول الثمانينيات، أدرك الباحثون أن الاستدلال الرمزي لم يكن ملائمًا لهذه المهام الإدراكية والحسية، وأن لهذا النهج حدودًا صارمة.[132]
- اتساع المعرفة العامة: تتطلب العديد من التطبيقات الذكية المتقدمة، كالتطبيقات البصرية ومعالجة اللغات الطبيعية، كميات هائلة من المعارف حول العالم. إذ يتعين على البرنامج أن يتضمن تصورات مسبقة عما قد يواجهه أو يتعامل معه. وهذا يتطلب من البرنامج أن يمتلك قاعدة معرفية شبيهة بتلك التي يمتلكها الطفل الصغير، وقد اكتشف الباحثون أن هذه القاعدة تتألف من مليارات من الحقائق الجزئية. وفي سبعينيات القرن الماضي، لم يكن في الإمكان بناء قاعدة بيانات بهذا الحجم، ولم يكن هناك فهم واضح لكيفية تعلم البرنامج لمثل هذه الكمية الهائلة من المعلومات.[134]

- تمثيل المنطق العام: برزت مجموعة من المعضلات المرتبطة بتمثيل الاستدلال المنطقي باستخدام المنطق الرسمي أو الرموز، من قبيل: مسألة الإطار، والتشعب، ومشكلة التأهيل، إلى جانب صعوبة الاستدلال الافتراضي وحلّ الإبهام الدلالي للكلمات. كلما توغل الباحثون في وصف الاستدلالات البسيطة، ازدادت تعقيداتها مع تراكم الاستثناءات والتوضيحات والتفريعات.[ط] ومع ذلك، عندما يتدبر الأفراد المفاهيم اليومية، لا يعتمدون على تعريفات دقيقة، بل يبدو أنهم يستخدمون مئات الافتراضات الغامضة، ويصححونها عند الحاجة مستندين إلى معرفتهم الشاملة. وقد لفت جيرالد جاي سوسمان الانتباه إلى هذه الحقيقة بقوله: "إن استخدام لغة دقيقة لوصف مفاهيم غامضة في جوهرها لا يجعلها أكثر دقة.[135]

### انخفاض التمويل
أصبحت الوكالات الممولة لأبحاث الذكاء الاصطناعي، كالحكومة البريطانية وداربا، والمجلس الوطني للبحوث (NRC)، تشعر بالإحباط من بطء التقدم المحرز في هذا الحقل، الأمر الذي دفعها إلى قطع معظم التمويلات المخصصة لأبحاث الذكاء الاصطناعي غير الموجهة. بدأ هذا الاتجاه في عام 1966، عندما انتقد تقرير اللجنة الاستشارية لمعالجة اللغة التلقائية (ALPAC) الجهود المبذولة في مجال الترجمة الآلية. وبعد إنفاق عشرين مليون دولار، قرر المجلس الوطني للبحوث وقف كل الدعم. وفي عام 1973، انتقد تقرير لايتهيل حالة أبحاث الذكاء الاصطناعي في المملكة المتحدة، مُلقيًا باللوم على فشل الذكاء الاصطناعي في تحقيق "الأهداف الكبرى" التي طُرحت، مما أدى إلى تفكيك أبحاث الذكاء الاصطناعي في ذلك البلد. وقد أشار التقرير بصفة خاصة إلى مشكلة "الانفجار التوافقي" كسبب رئيسي وراء هذا الفشل. كما عبرت داربا عن خيبة أملها الشديدة في الباحثين العاملين في برنامج فهم الكلام بجامعة كارنيجي ميلون، مما دفعها إلى إلغاء منحة سنوية قيمتها ثلاثة ملايين دولار.
ألقى هانز مورافيك باللوم على الأزمة في التوقعات المبالغ فيها لزملائه. إذ صرح قائلاً: "كان العديد من الباحثين غارقين في بحر من المبالغات المتزايدة." غير أن هناك مسألة أخرى جديرة بالذكر: فمنذ صدور تعديل مانسفيلد في عام 1969، أصبحت وكالة مشاريع الأبحاث المتقدمة (داربا) تحت ضغط متزايد لتوجيه تمويلها نحو "البحث المباشر الموجه نحو المهمة"، بعيدًا عن "البحث الأساسي غير الموجه". ولم يعد من الممكن الحصول على تمويل لاستكشافات الإبداع الحر التي كانت سائدة في الستينيات من داربا، بل صُرفت الأموال نحو مشاريع محددة ذات أهداف واضحة، كالدبابات المستقلة وأنظمة إدارة المعارك. 
كانت الجامعات البحثية الكبرى، كمعهد ماساتشوستس للتكنولوجيا، وجامعة ستانفورد، وجامعة كارنيجي ميلون، وجامعة إدنبرة، تتلقى دعمًا ماليًا سخيًا من حكوماتها. وعند تقليص هذا الدعم، كانت هذه المؤسسات هي الأكثر تضررًا من تلك الخفضان في الميزانية. ومع ذلك لم يتأثر آلاف الباحثين العاملين خارج هذه المؤسسات، ولا آلاف آخرون انضموا حديثًا إلى هذا المجال. 

### الانتقادات الفلسفية والأخلاقية
أبدى العديد من الفلاسفة تحفظات بالغة على المزاعم التي طرحها الباحثون في حقل الذكاء الاصطناعي. وكان من أوائل هؤلاء الفلاسفة جون لوكاس، الذي دافع عن الرأي القائل بأن نظرية عدم الاكتمال لجودل تُظهر أن النظام الشكلي -كمثال عليه برنامج الحاسوب- لا يمكنه إدراك صدق بعض الجمل التي يستطيع الإنسان إدراكها. كما سخر النظام الشكلي من الوعود الزائفة التي قُدِّمت في الستينيات وانتقد افتراضات الذكاء الاصطناعي، مشيرًا إلى أن التفكير البشري يتضمن في الواقع قدرًا ضئيلًا من "معالجة الرموز" وأن الجزء الأكبر منه يتمثل في "معرفة كيفية" جسدية وغريزية وغير واعية. وفي عام 1980، قدم جون سيرل حجة الغرفة الصينية التي حاول من خلالها إثبات أن البرنامج لا يمكن أن يُوصف بأنه "يفهم" الرموز التي يستخدمها (وهي صفة تُسمى "النية"). فإذا كانت الرموز لا تحمل أي معنى بالنسبة للجهاز، بحسب سيرل، فلا يمكن وصف هذا الجهاز بأنه "يفكر".
لم تُؤخذ هذه الانتقادات على محمل الجد من قِبل الباحثين في مجال الذكاء الاصطناعي. فقد بدت مسائل كعدم القدرة على الحل والمعرفة الفطرية أكثر إلحاحًا وجدية في نظرهم. ولم يكن واضحًا الفارق الذي تحدثه "معرفة الكيفية" أو "النية" بالنسبة لبرنامج حاسوبي عملي. وقد صرّح مينيك من معهد ماساتشوستس للتكنولوجيا حول دريفس وسيرل قائلًا: "إنّهما يسيئان الفهم، وينبغي تجاهلهما." وقد واجه دريفس الذي كان يدرّس أيضًا في معهد ماساتشوستس للتكنولوجيا، تجاهلًا صريحًا، حيث ذكر لاحقًا أن باحثي الذكاء الاصطناعي "لم يجرؤوا على رؤيتي أثناء تناول الغداء." وكان جوزيف وايزنباوم، مؤلف برنامج إليزا، ناقدًا صريحًا لمواقف دريفس، لكنه "أوضح بشكل متعمد أن معاملة زملائه في مجال الذكاء الاصطناعي لدريفس لم تكن الطريقة الصحيحة لمعاملة إنسان." 
بدأ وايزنباوم يشعر بقلق أخلاقي بالغ إزاء الذكاء الاصطناعي عندما وضع كينيث كولبي "برنامج حاسوب قادر على إجراء حوار نفسي"، مستندًا في ذلك إلى برنامج إليزا. وقد استاء وايزنباوم بشدة من اعتبار كولبي هذا البرنامج الجامد أداة علاجية جدية. نشأت بينهما علاقة عدائية، ولم يساهم في تحسين هذه العلاقة تقصير كولبي في إسناد الفضل لوايزنباوم لمساهمته في البرنامج. وفي عام 1976، نشر وايزنباوم كتابه "قوة الحاسوب والعقل البشري"، والذي حذر فيه من أن سوء استخدام الذكاء الاصطناعي قد يؤدي إلى تقويض قيمة الحياة الإنسانية.

### المنطق في ستانفورد وكارنيغي ميلون وإدنبرة
أُدخِل المنطق إلى حقل بحوث الذكاء الاصطناعي في مطلع عام 1958م على يد جون مكارثي في اقتراحه المعروف باسم "مستشار النصح" (بالإنجليزية: Advice Taker)‏. وفي عام 1963م، اكتشف جون ألان روبنسون طريقة بسيطة لتطبيق الاستنتاج على الحواسيب، وهي خوارزمية الحل والتوحيد. غير أن التطبيقات المباشرة، كالتي حاول مكارثي وطلابه تنفيذها في أواخر الستينات، كانت معقدة للغاية، إذ تطلبت البرامج أعدادًا هائلة من الخطوات لإثبات نظريات بسيطة. 
شهد سبعينيات القرن الماضي تطويرًا لنهج أكثر فاعلية في المنطق على يد روبرت كوالسكي بجامعة إدنبرة، مما أفضى سريعًا إلى تعاون مثمر مع الباحثين الفرنسيين آلان كولمار وفيليب روسيل، الذين ابتكروا لغة البرمجة المنطقية الناجحة برولوغ. تعتمد برولوغ على مجموعة فرعية من المنطق (قواعد هورن، ذات الصلة الوثيقة بـ "القواعد" و"قواعد الإنتاج") التي تتيح الحسابات المنطقية. ولا تزال هذه القواعد مؤثرة، إذ شكلت الأساس لأنظمة الخبراء التي طورها إدوارد فيغنباوم، وأعمال ألن نيويل وهيربرت سيمون المستمرة التي أسفرت عن تطوير نظام "سوار" ونظرياتهم الموحدة للإدراك.
انتقد معارضون للمنطق الاستنباطي، على غرار دريفس، ميل الإنسان إلى الانحراف عن هذا النهج عند مواجهة المعضلات، قاصدين بذلك ندرة استخدامه في حل المشكلات الحياتية. وقد برهنت تجارب نفسية أجراها باحثون أمثال بيتر واسيون وإلينور روش وآموس تفرسكي، ودانييل كانيمان وغيرهم على صحة هذا الرأي. ردًا على هذه الانتقادات دافع مكارثي عن أهمية التركيز على المهام التي تؤديها الآلات بدلًا من محاكاة التفكير البشري، مؤكدًا أن الهدف الأساسي هو تمكين الآلات من حل المشكلات بفعالية. وقد تجلى هذا الموقف بوضوح في مقال له نشر في مجلة ساينس حيث صرح قائلًا: "هذا هو الذكاء الاصطناعي، ولذلك لا يهمنا مدى تطابقه مع العمليات النفسية البشرية". وكرر مكارثي هذا الرأي في مؤتمر AI@50، مؤكدًا أن الذكاء الاصطناعي ليس مقيدًا بضرورة محاكاة الذكاء البشري.

### نهج معهد ماساتشوستس للتكنولوجيا "المُناهض للمنطق"
من بين النقاد لمقاربة مكارثي كان زملاؤه في معهد ماساتشوستس للتكنولوجيا، ومنهم مارفن مينسكي، وسيمور بابيرت، ورودجر شانك. سعى هؤلاء إلى حل مسائل كـ "فهم الحكاية" و"تمييز الأجسام"، وهي مسائل تتطلب من الآلة أن تفكر على نحو بشري. وللاستعانة بمفاهيم اعتيادية كـ "كرسي" أو "مطعم"، كان عليهم تبني جميع الافتراضات الغير منطقية التي يعتمدها البشر عادةً. ومن المؤسف أن مثل هذه المفاهيم الغامضة كانت عسرة التمثيل في المنطق. ولذا، آثر معهد ماساتشوستس للتكنولوجيا التركيز على كتابة برامج تحل مهمة محددة دون اللجوء إلى تعريفات مجردة عالية المستوى أو نظريات عامة عن الإدراك، وقُيِّم الأداء من خلال الاختبار المتكرر بدلًا من المناقشات التي تستند إلى المبادئ الأساسية. وقد وصف شانك هذه المقاربات "المضادة للمنطق" بأنها فوضوية، على عكس النموذج المنظم الذي استخدمه مكارثي وكوالسكي وفيغنباوم ونيويل وسيمون.
في عام 1975 وفي ورقة علمية رائدة، أشار مينسكي إلى أن العديد من زملائه الباحثين كانوا يستخدمون نوعًا واحدًا من الأدوات: إطارًا يضمّ جميع افتراضاتنا العامة حول شيء ما. على سبيل المثال، إذا استخدمنا مفهوم "الطائر"، فثمة مجموعة من الحقائق تخطر ببالنا فورًا: قد نفترض أنه يطير ويتغذى على الديدان، وما إلى ذلك (لا تنطبق هذه الحقائق على جميع الطيور). ربط مينسكي هذه الافتراضات بالفئة العامة، ويمكن توريث هذه الفئات إلى الهياكل الفرعية والأفراد، أو تجاوزها حسب الحاجة. أطلق على هذه الهياكل اسم الإطارات. استخدم شانك نسخةً من الإطارات أطلق عليها "السيناريوهات" للإجابة بنجاح على أسئلة حول القصص القصيرة باللغة الإنجليزية. وستستخدم الإطارات في النهاية على نطاق واسع في هندسة البرمجيات تحت اسم البرمجة كائنية التوجه.
اعترف راي ريتر بأن المنطقيات التقليدية، كمنطق الدرجة الأولى، تفتقر إلى القدرة التعبيرية الكافية لتمثيل المعرفة الضرورية للاستدلال الاستنتاجي.  واقترح تعزيز منطق الدرجة الأولى بافتراض العالم المغلق، وهو افتراض ينص على أن الاستنتاج صحيح (استنتاجيًا) ما لم يكن بالإمكان إثبات بطلانه. وقد بيّن كيف يتوافق هذا الافتراض مع الافتراضات المنطقية المتعارف عليها في التفكير بإطارات المعرفة. كما أظهر أن له "مساواة إجرائية" تتمثل في النفي كفشل في برمجة لغة برولوغ. وقد صاغ ريتر افتراض العالم المغلق على أنه "ليس مفهومًا من الدرجة الأولى، بل هو مفهوم ميتا".  إلا أن كيث كلارك قد أثبت أن النفي كفشل، في حدود معينة، يمكن فهمه باعتباره استدلال ضمني مع تعريفات في منطق الدرجة الأولى، بما في ذلك افتراض أن كل اسم فريد يشير إلى فرد مختلف. 
في أواخر السبعينيات وعقد الثمانينيات، شهد ميدان المنطق تطورًا ملحوظًا بتطوير مجموعة متنوعة من المنطقيات والإضافات للمنطق من الدرجة الأولى. وقد استهدف هذا التطور بشكل خاص معالجة مسألة السلب كفشل في البرمجة المنطقية، وتوسيع نطاق الاستدلال ليشمل الاستدلال الافتراضي. وقد أُطلق على هذه المنطقيات مجتمعة اسم "المنطق غير المتزايد".

## الطفرة (1980-1987)
في الثمانينات اعتمدت الشركات حول العالم نوعًا من برامج الذكاء الاصطناعي يُعرف بأنظمة الخبراء، وصار التركيز على المعرفة جوهر أبحاث الذكاء الاصطناعي السائدة. وقدمت الحكومات تمويلًا سخيًا، مثل مشروع الحاسوب من الجيل الخامس في اليابان ومبادرة الحوسبة الإستراتيجية في الولايات المتحدة. "وبشكل عام، شهدت صناعة الذكاء الاصطناعي ازدهارًا من بضعة ملايين من الدولارات في عام 1980 إلى مليارات الدولارات في عام 1988. 

### انتشار أنظمة الخبراء
النظام الخبير هو برنامج حاسوبي صُمم للإجابة على الاستفسارات وحل المسائل المعقدة في مجال معرفي محدد، وذلك بالاستناد إلى قواعد منطقية مستمدة من خبرات المتخصصين في ذلك المجال. يعود الفضل في تطوير النماذج الأولى لهذه الأنظمة إلى إدوارد فيجنباوم وتلاميذه. شهد عام 1965 انطلاق مشروع "دندرا" الذي استهدف تحديد المركبات الكيميائية من خلال تحليل أطيافها. وفي عام 1972، طُور نظام "مايسين" بهدف تشخيص الأمراض المعدية التي تصيب الدم. وقد أثبت هذان المشروعان نجاح هذا النهج في مجال الذكاء الاصطناعي. تميزت الأنظمة الخبيرة بتركيزها على نطاق معرفي ضيق ومحدد، مما تجنب المشكلات المعقدة المرتبطة بالمعرفة العامة. وبفضل تصميمها البسيط، كان من السهل نسبيًا بناء هذه البرامج وتعديلها بعد تشغيلها. وقد حققت هذه الأنظمة نجاحًا ملحوظاً، متجاوزة بذلك الإمكانيات التي كانت متاحة في تقنيات الذكاء الاصطناعي آنذاك. 
في عام 1980 أُنجز في جامعة كارنيغي ميلون نظام خبراء أُطلق عليه اسم "آر 1" لصالح شركة المعدات الرقمية ديجيتال إكوبمينت. حقق هذا النظام نجاحًا باهرًا، إذ وفر للشركة أربعين مليون دولار أمريكي سنويًا بحلول عام 1986. شجع هذا النجاح الشركات العالمية على تطوير ونشر نظم خبراء مماثلة، فبحلول عام 1985 تجاوز الإنفاق على الذكاء الاصطناعي مليار دولار أمريكي، وكان أغلب هذا الإنفاق موجهًا لدعم أقسام الذكاء الاصطناعي الداخلية. نشأت صناعة كاملة لدعم هذه الأنظمة، شملت شركات متخصصة في الأجهزة مثل سيمبوليكس وليزب ماشينز، وشركات برمجيات مثل إنتيليكورب وأيون.

### زيادة التمويل الحكومي
في عام 1981 خصصت وزارة التجارة والصناعة اليابانية مبلغًا قدره 850 مليون دولار أمريكي لمشروع الحاسوب من الجيل الخامس. كانت أهداف هذا المشروع الطموح تطوير برامج وبناء آلات قادرة على إجراء حوارات طبيعية، وترجمة اللغات بدقة، وتفسير الصور المعقدة، بل والتفكير بطريقة شبيهة بالتفكير البشري. وقد لاقى هذا المشروع اهتمامًا واسعًا في الأوساط العلمية والتكنولوجية، إلا أنه أثار بعض الانتقادات من جانب العاملين في المناهج غير التقليدية، الذين أبدوا تحفظاتهم على اختيار لغة البرمجة برولوغ كلغة أساسية للمشروع. وقد أثار الإعلان عن هذا المشروع الكبير حماسًا وتنافسًا دوليًا. فقد أطلقت المملكة المتحدة مشروع "ألفاي" الذي خصصت له مبلغًا قدره 350 مليون جنيه إسترليني، وذلك بهدف مواكبة التطورات المتسارعة في مجال الذكاء الاصطناعي. وفي الولايات المتحدة، تشكل اتحاد من كبرى الشركات تحت اسم "شركة تكنولوجيا المعلومات والميكروإلكترونيات" لتمويل مشاريع ضخمة في مجال الذكاء الاصطناعي وتكنولوجيا المعلومات. كما زادت وكالة مشاريع الأبحاث المتقدمة في الدفاع الأمريكية (داربا) من استثماراتها في مجال الذكاء الاصطناعي بشكل كبير، حيث تضاعفت هذه الاستثمارات ثلاث مرات خلال الفترة بين عامي 1984 و1988. 

### ثورة المعرفة
استمدت أنظمة الخبراء قوتها من المعرفة التي تحتويها. كانت جزءًا من اتجاه جديد في أبحاث الذكاء الاصطناعي الذي بدأ يكتسب قوة طوال السبعينيات. تقول باميلا مكوردك: "كان باحثو الذكاء الاصطناعي بدأوا في الشك - على مضض، لأن ذلك كان يتعارض مع مبدأ الاقتصاد العلمي - في أن الذكاء قد يعتمد بالفعل على القدرة على استخدام كميات كبيرة من المعرفة المتنوعة بطرق مختلفة." وتضيف: "الدرس العظيم من السبعينيات هو أن السلوك الذكي يعتمد كثيرًا على التعامل مع المعرفة، في بعض الأحيان معرفة مفصلة جدًا، في المجال الذي تقع فيه مهمة معينة".  أصبحت الأنظمة المعتمدة على المعرفة وهندسة المعرفة محورًا رئيسيًا لأبحاث الذكاء الاصطناعي في الثمانينيات. وكان هناك أمل في أن توفر قواعد البيانات الضخمة حلًا لمشكلة المعرفة العامة وأن تدعم الاستدلال القائم على الفطرة.
في الثمانينيات حاول بعض الباحثين معالجة مشكلة المعرفة العامة بشكل مباشر، من خلال إنشاء قاعدة بيانات ضخمة تحتوي على جميع الحقائق العادية التي يعرفها الشخص العادي. جادل دوغلاس لينات [الإنجليزية] الذي بدأ قاعدة بيانات تُدعى Cyc بأنه لا يوجد اختصار وأن الطريقة الوحيدة لتعرف الآلات معنى المفاهيم البشرية هي تعليمها مفهومًا واحدًا في كل مرة يدويًا.

## اتجاهات جديدة في الثمانينيات
على الرغم من أن تمثيل المعرفة الرمزية والاستدلال المنطقي أنتجا تطبيقات مفيدة في الثمانينيات وحصلت على كميات هائلة من التمويل، إلا أنها ظلت غير قادرة على حل المشكلات المتعلقة بالإدراك والروبوتية والتعلم والفطرة السليمة. بدأ عدد قليل من العلماء والمهندسين في التشكيك في أن النهج الرمزي سيكون كافيًا يومًا ما لهذه المهام، وطوروا نهجًا أخرى، مثل الاتصالية، والروبوتية، والحوسبة اللينة، والتعلم التعزيزي. أطلق نيلس نيلسون [الإنجليزية] على هذه النهج اسم "ما دون الرمزي" (Sub-Symbolic).

### إحياء الشبكات العصبية: الاتصالية

شبكة هوبفيلد ذات أربع عقد

في عام 1982 تمكن الفيزيائي جون هوبفيلد من إثبات أن نمطًا من الشبكات العصبية، عُرفت فيما بعد بشبكة هوبفيلد، قادر على التعلّم ومعالجة المعلومات، كما أثبت تقاربه بعد فترة زمنية كافية تحت أي شرط ثابت. وشكل هذا إنجازًا بارزًا إذ كان السائد آنذاك الاعتقاد بأن الشبكات غير الخطية ستؤول إلى الفوضى عمومًا.  وفي نفس الفترة تقريبًا طور جيفري هينتون وديفيد روملهارت طريقة لتدريب الشبكات العصبية تعرف بالانتشار العكسي. مما أعاد الحيوية إلى ميدان البحث في الشبكات العصبية الاصطناعية. 
حظيت الشبكات العصبية، شأنها شأن العديد من النماذج الحسابية المشابهة، باهتمام بالغ بعد صدور كتاب "المعالجة الموزعة المتوازية" عام 1986، وهو مجموعة من الأوراق العلمية حررها روملهارت وعالم النفس جيمس ماكليلاند. أُطلق على هذا المجال الجديد اسم الاتصالية (بالإنجليزية: Connectionism)‏، وأثار جدلًا واسعًا بين أنصار الذكاء الاصطناعي الرمزي والاتصاليين. وصف هينتون الرموز بأنها "الأثيرالمُتلألئ للذكاء الاصطناعي" أي أنها نموذج غير واقعي ومضلل للذكاء.
في عام 1990 استخدم يان ليكون في مختبرات بلالشبكات العصبية الالتفافية للتعرف على الأرقام المكتوبة بخط اليد. وقد لاقى هذا النظام انتشارًا واسعًا في التسعينيات لقراءة الرموز البريدية والشيكات الشخصية، مما جعله أول تطبيق عملي ناجح للشبكات العصبية. 

### الروبوتات والعقل المُتجسد
جادل رودني بروكس وهانز مورافيك وآخرون بأن الآلة، لتُبدي ذكاءً حقيقياً، لابد لها من جسد. فالإدراك والحركة والبقاء والتفاعل مع العالم، كلها متطلبات أساسية لهذا الذكاء. ورأوا أن المهارات الحسية الحركية تمثل أساسًا للمهارات المعرفية الأعلى كالتفكير البديهي. ولا يمكن إنجاز هذه المهارات بكفاءة عبر التفكير الرمزي المجرد، مما يستوجب على الذكاء الاصطناعي أن يحل مشكلات الإدراك والتنقل والتلاعب والبقاء دون الاعتماد على التمثيلات الرمزية بالمرة. ودعا هؤلاء الباحثون في مجال الروبوتات إلى بناء ذكاء اصطناعي "من الأسفل إلى الأعلى". 
كان ديفيد مار الذي جاء إلى معهد ماساتشوستس للتكنولوجيا في أواخر السبعينيات من خلفية ناجحة في علم الأعصاب النظري لقيادة المجموعة التي تدرس الرؤية، من رواد هذه الفكرة. وقد رفض جميع الأساليب الرمزية (منطق مكارثي وإطارات مينسكي)، بحجة أن الذكاء الاصطناعي يحتاج إلى فهم الآلية الفيزيائية للرؤية من الأسفل إلى الأعلى قبل إجراء أي معالجة رمزية. (توقف عمل مار بسبب إصابته بسرطان الدم في عام 1980.)
في ورقة بحثية نُشرت في 1990 بعنوان "الفيلة لا تلعب الشطرنج"،  وجه بروكس انتقادًا صريحًا للفرضية القائلة بأن الأنظمة الرمزية هي الأساس للعمليات المعرفية. وقد جادل بأن الرموز ليست ضرورية في كل الأحوال، مؤكدًا أن "العالم بحد ذاته هو أفضل نموذج لنفسه، فهو يتجدد باستمرار ويحوي كل التفاصيل اللازمة. والتحدي الحقيقي يكمن في إدراك هذا العالم إدراكًا كافيًا ومناسباً". وفي الثمانينيات والتسعينيات رفض العديد من علماء الإدراك النموذج الذي يعتمد على معالجة الرموز كآلية أساسية للتفكير. وقد اقترحوا بدلًا من ذلك فرضية العقل المجسد، التي تؤكد على أهمية الجسد في العمليات المعرفية، أي أن التفكير لا ينفصل عن الجسم والتفاعلات الحسية الحركية. 

### الحوسبة اللينة والاستدلال الاحتمالي
تعتمد الحوسبة اللينة على أساليب تتواءم مع البيانات غير الكاملة أو غير الدقيقة. فهي لا تسعى إلى تقديم حلول قطعية ومنطقية بشكل صارم، بل تقدم نتائج يُرجح صحتها. هذا الأمر مكنها من معالجة مسائل عجزت الأساليب الرمزية الدقيقة عن حلها. وغالبًا ما زعمت التقارير الإعلامية قدرة هذه الأدوات على "التفكير شبه البشري". 
ولقد كان لكتاب «الاستدلال الاحتمالي في الأنظمة الذكية: شبكات الاستدلال المحتمل - (بالإنجليزية: Probabilistic Reasoning in Intelligent Systems: Networks of Plausible Inference)‏» لجوديا بيارل في عام 1988 أثر بالغ في إدماج نظرية الاحتمالات ونظرية القرار في حقل الذكاء الاصطناعي.  كما شهد المنطق الضبابي الذي ابتكره لطفي زاده في الستينات انتشارًا واسعًا في مجالي الذكاء الاصطناعي والروبوتات.  بالإضافة إلى ذلك، تُصنف الحوسبة التطورية والشبكات العصبية الاصطناعية ضمن نطاق الحوسبة اللينة لكليهما قدرة على التعامل مع المعلومات الغامضة.
في تسعينيات القرن العشرين وأوائل القرن الحادي والعشرين، شهد تطوير العديد من أدوات الحوسبة اللينة وتطبيقها، ومنها الشبكات البايزية،  والنماذج الخفية لماركوف،  ونظرية المعلومات والنمذجة العشوائية. وتستند هذه الأدوات بدورها إلى تقنيات رياضية متقدمة كالتحسين الكلاسيكي. وخلال تلك الفترة كان هذا الفرع من الحوسبة اللينة يُعرف بالذكاء الحوسبي. 

### التعلم المعزز
في التعلم المعزز يُكافأ الوكيل على كل سلوك مرغوب، بينما يعاقب على السلوك غير المرغوب فيه. وقد وصف هذا النوع من التعلم في النصف الأول من القرن العشرين من قبل علماء نفس، مثل ثورندايك،  وبافلوف،  وسكينر،  مستخدمين نماذج حيوانية في تجاربهم. وفي الخمسينيات من القرن الماضي تنبأ آلان تورينج،  وآرثر سامويلز [الإنجليزية]، بدور بارز لتعلم التعزيز في ميدان الذكاء الاصطناعي.
قَادَ ريتشارد سوتون وأندرو بارتو برنامجًا بحثيًّا ناجحًا مؤثرًا انطلق في 1972. وقد أحدث هذا التعاون ثورة في دراسة تعلُّم التعزيز واتخاذ القرار على مدى أربعة عقود.  وفي 1988 وصف سُوتُون تعلُّم الآلة من خلال منظور نظرية القرار (نظرية قرار ماركوف).، مُزوِّدًا هذا المجال بأساس نظري متين وافتتاحًا لأبواب واسعة من النتائج النظرية التي طُوِّرت في حقل بحوث العمليات. 
طور ساتون وبارتو عام 1988 "خوارزمية التعلم بفارق زمني"، حيث لا يُكافئ الوكيل إلا عندما تتطوّر تنبؤاته بالمستقبل نحو الأفضل. وقد تفوّقت هذه الخوارزمية بشكل ملحوظ على نظيراتها السابقة.  ولاحقًا استخدم جيرالد تيسورو هذه الخوارزمية في عام 1992 في برنامج "تي دي جامون" الذي برع في لعبة الطاولة، متجاوزًا بذلك أفضل اللاعبين البشر. وقد استطاع البرنامج تعلم اللعبة من خلال منافسة نفسه دون أي معلومات مسبقة.  وفي مفاجأة علمية مثيرة للاهتمام، اكتشف علماء الأعصاب عام 1997 أن نظام المكافآت الدوباميني في الدماغ يستخدم نسخة من خوارزمية التعلم بفارق زمني.  وقد أصبح هذا النظام مؤثرًا جدًا في القرن الحادي والعشرين، واستُخدم في كل من ألفا غو وألفازيرو. 

## الانهيار: شتاء الذكاء الاصطناعي الثاني
كان مجتمع الأعمال في الثمانينيات مفتونًا بوهج الذكاء الاصطناعي، إلا أن هذا الانبهار سرعان ما تلاشى في دوامة التقلبات الاقتصادية. ومع إفلاس العديد من الشركات سادت قناعة راسخة في الأوساط التجارية بأن هذه التكنولوجيا ضرب من الخيال لا يمكن تحقيقه. واستمر هذا الانطباع السلبي يلقي بظلاله على الذكاء الاصطناعي حتى مطلع الألفية الجديدة. وفي داخل هذا المجال، لم يتوصل الباحثون إلى توافق حول أسباب فشل الذكاء الاصطناعي في تحقيق الحلم الذي طالما راود البشر، ألا وهو خلق ذكاء يشابه الذكاء البشري. وقد أدت هذه العوامل مجتمعة إلى تفتت هذا المجال إلى فروع متنافسة، كل فرع يركز على مشكلة محددة أو مقاربة معينة، وأحيانًا يلجأ الباحثون إلى تسميات جديدة لإخفاء السمعة السيئة التي التصقت بالذكاء الاصطناعي. 
على مدار العقدين التاليين قدم الذكاء الاصطناعي حلولًا عملية لمجموعة متنوعة من المشكلات. وبحلول نهاية التسعينيات أصبح جُزءًا لا يتجزأ من صناعة التكنولوجيا، وإن كان عمله غالبًا ما يكون خلف الكواليس. ويعود هذا النجاح إلى عدة عوامل، من بينها التطور الهائل في قوة الحواسيب، والتعاون المثمر مع مجالات أخرى مثل الاستمثال والإحصاء، والالتزام بمعايير البحث العلمي الصارمة. وبحلول مطلع الألفية الجديدة حقق الذكاء الاصطناعي بعضًا من أهدافه الأولى وأصبح هذا المجال أكثر حذرًا وأكثر نجاحًا مما كان عليه في السابق.

### شتاء الذكاء الاصطناعي
صاغ الباحثون مصطلح شتاء الذكاء الاصطناعي إبان تقليص التمويلات في 1974 إذ انتابهم قلق من تفاقم الحماس الموجه نحو النظم الخبيرة، متوقعين حتمية حدوث خيبة أمل. وقد استُخدم هذا المصطلح لأول مرة كعنوان لندوة نظمتها جمعية النهوض بالذكاء الاصطناعي. وقد ارتكزت مخاوفهم على واقع ملموس؛ ففي أواخر الثمانينات وبدايات التسعينات، واجه الذكاء الاصطناعي سلسلة من الأزمات المالية. 
كانت أولى مؤشرات شتاء الذكاء الاصطناعي هو الانهيار المفاجئ لسوق الأجهزة المتخصصة به عام 1987. فقد كانت أجهزة الحاسوب المكتبية من شركتي آبل وإي بي إم تكتسب قوة وسرعة هائلتين، وسرعان ما تفوقت في عام 1987م على أجهزة لِيسب المعقدة والمكلفة التي كانت تنتجها شركات مثل سيمبوليكس. وبذلك، لم يعد هناك ما يبرر شراء تلك الأجهزة المتخصصة، فانهارت صناعة بأكملها تقدر بنصف مليار دولار بين ليلة وضحاها. وتبين أن أولى النظم الخبيرة الناجحة مثل نظام إكسكون مكلفة للغاية في صيانتها. وكانت صعبة التحديث وغير قادرة على التعلم وهشة بحيث ترتكب أخطاء فادحة عند تقديم مدخلات غير متوقعة، لكنها أثبتت جدواها في عدد محدود من الحالات الخاصة.
شهدت مبادرة الحوسبة الإستراتيجية في أواخر الثمانينيات تخفيضات حادة وقاسية في التمويلات المخصصة للذكاء الاصطناعي. فقد اتخذت القيادة الجديدة لداربا قرارًا بتحويل الأموال نحو مشاريع أخرى تبدو أكثر واعدة بتحقيق نتائج آنية، وذلك بعد أن اعتبرت أن الذكاء الاصطناعي لم يعد يمثل "الموجة القادمة". 
بحلول عام 1991 لم يتمكن مشروع الجيل الخامس في اليابان من تحقيق القائمة الطموحة من الأهداف التي وضعت عام 1981. بل إن بعض هذه الأهداف، مثل القدرة على إجراء حوار طبيعي، لم تتحقق إلا بعد مرور أربعين عامًا. وكما هو الحال في مشاريع الذكاء الاصطناعي الأخرى، كانت التوقعات مُبالغ فيها بشكل كبير مقارنة بما كان يمكن تحقيقه عمليًا.

أغلقت أكثر من 300 شركة متخصصة في مجال الذكاء الاصطناعي أو أفلست أو اندمجت بحلول نهاية عام 1993، مما أدى إلى انتهاء أول موجة تجارية للذكاء الاصطناعي بشكل قاطع.  وفي عام 1994 أشار إتش بي نيوكويست [الإنجليزية] في كتابه "صانعو الدماغ - (بالإنجليزية: The Brain Makers)‏" إلى أن مستقبل الذكاء الاصطناعي التجاري يعتمد بشكل كبير على نجاح الشبكات العصبية. 

### الذكاء الاصطناعي خلف الكواليس
في التسعينيات، بدأت الخوارزميات التي ابتكرها باحثو الذكاء الاصطناعي تبرز من الأنظمة الكبرى، حيث وجدت حلولًا مبتكرة لمشكلات معقدة، أثبتت جدواها في شتى ميادين التكنولوجيا،كالتنقيب عن البيانات والروبوتات الصناعية واللوجستيات والتعرف على الكلام،  وبرامج البنوك،  والتشخيص الطبي،  ومحرك بحث جوجل. 
ورغم هذه الإنجازات الباهرة في التسعينيات وأوائل الألفية الجديدة، لم يحظَ الذكاء الاصطناعي بالتقدير الكافي، بل حُصر كثير من ابتكاراته العظيمة في إطار أدوات علوم الحاسوب. يشرح نيك بوستروم هذه الظاهرة بقوله: "لقد تسلل الكثير من الذكاء الاصطناعي المتقدم إلى التطبيقات اليومية، غالبًا دون أن يُسمى بذلك، فبمجرد أن يصبح شيئًا مفيدًا وشائعًا، يتوقف عن أن يُعتبر ذكاءً اصطناعيًا". 
لجأ كثير من باحثي الذكاء الاصطناعي في التسعينيات إلى تسمية أعمالهم بأسماء أخرى كالمعلوماتية والأنظمة القائمة على المعرفة والذكاء الحوسبي، وذلك إما لاعتقادهم بتميز مجالهم، أو سعيًا وراء التمويل. وقد ظل شبح "شتاء الذكاء الاصطناعي" يطارد هذا المجال حتى مطلع الألفية الجديدة، كما تؤكد صحيفة نيويورك تايمز التي أشارت في عام 2005 إلى تردد العلماء والمهندسين في استخدام مصطلح "الذكاء الاصطناعي" خوفًا من يُنظر إليهم على أنهم حالمون طائشون. 

### الدقة الرياضية والتعاون المتزايد والتركيز الضيق
بدأ باحثو الذكاء الاصطناعي في تبني أدوات رياضية متطورة بصورة متزايدة مقارنة بماضيهم. اعتمدت معظم الاتجاهات الجديدة في هذا المجال بشكل أساسي على النماذج الرياضية، ومنها الشبكات العصبية الاصطناعية، والتفكير الاحتمالي، والحوسبة اللينةء، والتعلم المعزز. في تسعينيات القرن العشرين وبدايات الألفية الجديدة، تم تكييف العديد من الأدوات الرياضية المتقدمة لتناسب متطلبات الذكاء الاصطناعي، حيث وجدت تطبيقًا واسعًا في مجالات التعلم الآلي والإدراك والحركة.
لقد أصبح واضحًا أن الكثير من المشكلات التي يواجهها الذكاء الاصطناعي كانت محل اهتمام باحثين في مجالات مثل الإحصاء، والرياضيات، والهندسة الكهربائية، والاقتصاد، وعمليات البحث. وقد مكّنت اللغة الرياضية المشتركة من تحقيق مستوى أعلى من التعاون مع هذه المجالات الراسخة والناجحة، مما أدى إلى نتائج قابلة للقياس والإثبات. وبذلك، تحول الذكاء الاصطناعي إلى تخصص علمي أكثر دقة.
كان من الأسباب الرئيسية للنجاح الذي تحقق في التسعينيات تركيز باحثي الذكاء الاصطناعي على مشكلات محددة وقابلة للحل، وهو نهج وصف فيما بعد بأنه الذكاء الاصطناعي الضعيف. وقد قدم هذا النهج أدوات عملية آنية بدلًا من التنبؤات المستقبلية الغامضة.

### الوكلاء الأذكياء
حظي النموذج الجديد المعروف بالوكلاء الأذكياء بقبول واسع خلال التسعينيات،  على الرغم من اقتراح الباحثين السابقين منهجًا تقليديًا يعتمد على "التقسيم والغزو" في مجال الذكاء الاصطناعي. غير أن الوكلاء الأذكياء لم تكتمل صورتها الحديثة إلا بعد أن أدخل رواد مثل جوديا بيارل، وألين نيويل، وليزلي بي. كايلبينغ [الإنجليزية]، وغيرهم مفاهيم مستمدة من نظرية القرار والاقتصاد في حقل دراسة الذكاء الاصطناعي. وبدمج تعريف الاقتصاديين للوكيل العقلاني مع تعريف علوم الكمبيوترللكائنأو الوحدة، اكتمل نموذج الوكيل الذكي.
يُعرّف الوكيل الذكي بأنه نظام قادر على إدراك بيئته واتخاذ إجراءات من شأنها زيادة فرص نجاحه. وحسب هذا التعريف، فإن البرامج البسيطة التي تحل مسائل محددة تعتبر "وكلاء أذكياء"، شأنها شأن البشر والمؤسسات البشرية كالشركات. ويُعرّف حقل دراسة الذكاء الاصطناعي بأنه "دراسة الوكلاء الأذكياء". وهذا التعميم يتجاوز دراسة الذكاء البشري ليشمل جميع أنواع الذكاء.
وقد أتاح هذا النموذج للباحثين فرصة دراسة مسائل معزولة والاختلاف حول الأساليب، مع الاحتفاظ بالأمل في إمكانية دمج أعمالهم في بنية وكيل قادر على تحقيق الذكاء العام.

### المعالم وقانون مور
في 11 مايو 1997 أصبح ديب بلو أول نظام كمبيوتر للعب الشطرنج يهزم بطل العالم السائد في اللعبة غاري كاسباروف.  وفي عام 2005 فاز روبوت من جامعة ستانفورد بتحدي داربا الكبير عبر القيادة الذاتية لمسافة 131 ميلًا على طول طريق صحراوي غير ممهد. وبعد عامين فاز فريق من جامعة كارنيجي ميلون بتحدي داربا الحضري عبر التنقل الذاتي،  لمسافة 55 ميلًا في بيئة حضرية مع الاستجابة لمخاطر المرور والالتزام بقوانين السير.
لم تكن هذه النجاحات نتيجة لنموذج ثوري جديد، بل كانت في الغالب ناتجة عن تطبيق مهارات هندسية شاقة وعن الزيادة الهائلة في سرعة وقدرة الحواسيب بحلول التسعينيات.  في الواقع كان كمبيوتر "ديب بلو" أسرع بعشرة ملايين مرة من جهاز "فيرانتي مارك 1" الذي علمه كريستوفر ستراتشي لعب الشطرنج عام 1951. يقيس قانون مور هذا الزيادة الهائلة الذي تنبأ بأن سرعة وسعة ذاكرة الحواسيب تتضاعف كل عامين. وكانت المشكلة الأساسية المتمثلة في "قوة الحوسبة الخام" تُحل تدريجيًا.

## البيانات الضخمة، والتعلم العميق، والذكاء الاصطناعي العام (2005-2017)
في العقود الأولى من القرن الحادي والعشرين، طُبق بنجاح الوصول إلى كميات كبيرة من البيانات (المعروفة باسم «البيانات الضخمة»)، وأجهزة الكمبيوتر الأرخص والأسرع، وتقنيات تعلم الآلة المتقدمة على العديد من المشاكل في جميع الأنظمة الاقتصادية. في الواقع، قدّر معهد ماكنزي العالمي في مقالته الشهيرة «البيانات الضخمة: الحدود التالية للابتكار والمنافسة والإنتاجية» أنه «بحلول عام 2009، كان لدى جميع القطاعات تقريبًا في الاقتصاد الأمريكي ما يعادل 200 تيرابايت على الأقل من معدل البيانات المخزنة». أدى التقدم في التعلم العميق (وخاصةً الشبكات العصبونية الالتفافية العميقة والشبكات العصبونية المتكررة) إلى التقدم والبحث في معالجة الصور والفيديو، وتحليل النص، وحتى التعرف على الكلام.
بحلول عام 2016 وصل سوق المنتجات والأجهزة والبرامج المرتبطة بـالذكاء الاصطناعي إلى أكثر من 8 مليارات دولار، وذكرت صحيفة نيويورك تايمز أن الاهتمام بـالذكاء الاصطناعي وصل إلى حد «الجنون». بدأت تطبيقات البيانات الضخمة في الوصول إلى مجالات أخرى أيضًا، مثل نماذج التدريب في علم البيئة وللتطبيقات المختلفة في الاقتصاد.
في عام 2002 أبدى بن غورتزل وأخرون قلقًا بالغًا من أن مساعي الذكاء الاصطناعي قد انحرفت عن غايتها الأساسية المتمثلة في ابتكار آلات متعددة الاستخدامات تتمتع بذكاء شامل. ودعوا إلى تكثيف الأبحاث المباشرة في مجال الذكاء الاصطناعي العام. وبحلول منتصف العقد الأول من القرن الحادي والعشرين، تأسست العديد من الشركات والمؤسسات المتخصصة في هذا المجال الواعد، من بينها أوبن أيه آي وغوغل ديب مايند. بالتزامن مع ذلك، أفرزت الرؤى الجديدة حول الذكاء الفائق مخاوف جدية من أن يشكل الذكاء الاصطناعي تهديدًا وجوديًا للإنسانية. ومنذ عام 2016 باتت مخاطر الذكاء الاصطناعي وعواقبه غير المتوقعة محورًا رئيسيًا للبحث الأكاديمي الجاد.

### البيانات والآلات الضخمة
استند ازدهار تعلم الآلة في العقد الأول من الألفية إلى توافر كمّ هائل من بيانات التدريب وقوة الحوسبة المتزايدة. أكَّد راسل ونورفيغ أن "التطوّر في الأداء الناتج عن مضاعفة حجم مجموعة البيانات أو ثلاثة أضعافها يفوق أي تحسُّن يُمكن تحقيقه بتعديل الخوارزمية". يستذكر جيفري هينتون أنه في التسعينات، كانت العقبة الأساسية هي أن "مجموعات البيانات المُسمَّاة كانت أصغر آلاف المرات، وكانت أجهزة الحاسوب أبطأ ملايين المرات". ولم يعد هذا الحال قائمًا بحلول عام 2010.
كان للعقد الأول من الألفية الأثر الأكبر في إمدادنا ببيانات عالية الجودة، منظمة وموصوفة بدقة، صُممت خصيصًا لتغذية خوارزميات التعلم الآلي والذكاء الاصطناعي. ففي عام 2007، قدم فريق من جامعة ماساتشوستس في أمهرست مجموعة بيانات فريدة حملت اسم "الوجوه المُعلمة في البرية"، تضمنت مجموعة واسعة من صور الوجوه، وقد شكلت حجر أساس لتدريب واختبار أنظمة التعرف على الوجوه على مدى عقود تالية. وفي خطوة مماثلة، طورت في-في لي قاعدة البيانات الشاملة "ImageNet"، التي ضمت ثلاثة ملايين صورة صُنفت بدقة بفضل جهود متطوعين عملوا عبر منصة "أمازون ميكانيكال ترك". وقد صدرت هذه القاعدة في عام 2009، لتصبح معيارًا جديدًا في تدريب واختبار أنظمة معالجة الصور. وفي مجال معالجة اللغة الطبيعية، قدمت جوجل في عام 2013 مبادرة مبتكرة، هي تضمينات الكلمات، وجعلتها مفتوحة المصدر متاحة للجميع. وقد اعتمدت هذه المبادرة على كميات هائلة من النصوص المستقاة من الإنترنت، حيث تم تحويل كل كلمة إلى تمثيل رقمي متعدد الأبعاد، أو ما يسمى بالمتجه. والأمر المثير للدهشة هو قدرة هذه التضمينات على التقاط المعاني الدقيقة للكلمات، فمثلًا كانت عملية جمع المتجهات البسيطة تكشف عن علاقات منطقية، كأن تعطي: الصين + نهر = يانغتسي، ولندن + إنجلترا - فرنسا = باريس. وقد شكلت هذه القاعدة البيانات حجر الزاوية في تطوير النماذج اللغوية الكبيرة التي شهدناها في العقد الثاني من الألفية.
أتاح التوسع الهائل للشبكة العنكبوتية العالمية لبرامج التعلم الآلي فرصة الوصول إلى مليارات الصفحات من النصوص والصور التي يمكن استخلاصها. ولحل بعض المسائل المعقدة، كانت هناك قواعد بيانات ضخمة متخصصة تحتوي على البيانات ذات الصلة. وقد أشار معهد ماكنزي العالمي إلى أنه "بحلول عام 2009، كان لدى جميع القطاعات تقريبًا في الاقتصاد الأمريكي متوسط تخزين لا يقل عن 200 تيرابايت من البيانات". وقد عُرفت هذه الكمية الهائلة من المعلومات في العقد الأول من الألفية باسم البيانات الضخمة.
وفي فبراير من عام 2011، خلال مسابقة استعراضية لبرنامج المحك، تمكن نظام الإجابة على الأسئلة من شركة آي بي إم، المعروف باسم واتسون، من هزيمة بطلي البرنامج البارزين براد روتير وكين جينينغز بفارق كبير. ولم يكن من الممكن لواتسون تحقيق هذا الإنجاز لولا الكم الهائل من المعلومات المتاحة على شبكة الإنترنت.

### التعلم العميق
التعلم العميق هو فرع من التعلم الآلي يصور نماذج تجريدية عالية المستوى في البيانات باستخدام رسم بياني عميق يحتوي على العديد من مستويات المعالجة. وفقًا لمبرهنة التقريب العام، فإن العمق ليس ضروريًا لتكون الشبكة العصبية قادرة على التقريب بين الوظائف العشوائية المستمرة. ومع ذلك، هناك العديد من المشكلات الشائعة للشبكات السطحية (مثل المطابقة) التي تساعد الشبكات العميقة على تجنبها. على هذا النحو، فإن الشبكات العصبونية العميقة قادرة على توليد نماذج أكثر تعقيدًا بشكل واقعي مقارنةً بنظيراتها السطحية.
ومع ذلك، فإن التعلم العميق لديه مشاكل خاصة به. هناك مشكلة شائعة في الشبكات العصبونية المتكررة هي مشكلة تلاشي معدل الانحدار، حيث يتقلص معدل الانحدار بين الطبقات تدريجيًا ويختفي حرفيًا حيث يُقرّب إلى الصفر. هناك العديد من الطرق التي طُورت للتعامل مع هذه المشكلة، مثل وحدات الذاكرة قصيرة المدى المطولة. يمكن أن تنافس بنى الشبكات العصبونية العميقة المتطورة في بعض الأحيان دقة الإنسان في مجالات مثل تصور الكمبيوتر، وتحديدًا في أمور مثل قاعدة بيانات إم إن آي إس تي والتعرف على إشارات المرور.
يمكن لمحركات معالجة اللغة التي تعمل بمحركات البحث الذكية، التغلب بسهولة على البشر في الإجابة على الأسئلة السخيفة العامة (مثل نظام حاسوب آي بي إم واتسون)، وأحدثت التطورات الحديثة في التعليم العميق نتائج مذهلة في التنافس مع البشر، في أشياء مثل لعبة غو آند دوم (وهي لعبة أن يفوز أول شخص يطلق النار، التي أثارت بعض الجدل).
في عام 2012 فاز نموذج التعلم العميق "ألكسنت"، الذي صممه أليكس كريزهيفسكي، في تحدي "إيميج نت" العالمي للتعرف البصري، متفوقًا بفارق شاسع على منافسيه. وقد عمل كريزفسكي بالتعاون مع جيفري هينتون في جامعة تورنتو. مثّل هذا الإنجاز نقطة تحول بارزة في مجال تعلم الآلة، حيث حظي التعلم العميق باهتمام واسع على حساب التقنيات الأخرى للتعرف على الصور خلال السنوات القليلة اللاحقة. يعتمد التعلم العميق على نموذج إدراكي متعدد الطبقات، ورغم أن هذا النموذج معروف منذ ستينيات القرن الماضي، إلا أن تطبيقه العملي كان يتطلب موارد حاسوبية ضخمة وكميات هائلة من البيانات التدريبية. قبل توفر هذه الموارد، كان تحسين أداء أنظمة معالجة الصور يستلزم تصميم ميزات يدوية، الأمر الذي كان يتطلب جهدًا كبيرًا. أما التعلم العميق فقد قدم حلًا أبسط وأكثر شمولية.
شهدت السنوات القليلة التالية تطبيقات واسعة للتعلم العميق في مجالات متنوعة، مثل التعرف على الصوت، والترجمة الآلية، والتشخيص الطبي، وألعاب الفيديو، حيث حقق تحسنًا ملحوظًا في الأداء في كل هذه المجالات. ونتيجة لذلك، شهد الذكاء الاصطناعي نموًا هائلًا في الاستثمارات والاهتمام. 

### مشكلة التوافق
أصبح من الشائع في العقد الأول من الألفية الثانية أن يتجدد الحديث عن مستقبل الذكاء الاصطناعي، حيث تناولت العديد من الكتب الشعبية إمكانية ظهور آلات بذكاء خارق تفوق الذكاء البشري وما قد يترتب على ذلك من آثار على المجتمع الإنساني. وقد اتسم هذا النقاش بتباين الآراء، فبينما تبنى البعض نظرة تفاؤلية، مثل ريموند كرزويل في كتابه "الانفجار التكنولوجي قريب"، حذر آخرون، مثل نيك بوستروم وإيليزر يودكوسكي، من أن الذكاء الاصطناعي المتقدم قد يشكل تهديدًا وجوديًا للبشرية. وقد حظيت هذه المسألة باهتمام واسع في وسائل الإعلام، وأدلى العديد من المفكرين والسياسيين بآرائهم حولها.
تُعرف برامج الذكاء الاصطناعي في القرن الحادي والعشرين بأهدافها المحددة التي صُممت لتحقيقها. وقد حذر نيك بوستروم في كتابه "الذكاء الفائق" الصادر عام 2005 من أن تحديد هذه الأهداف بشكل غير دقيق قد يؤدي إلى إلحاق الضرر بالبشرية أثناء سعي الآلة لتحقيق هدفها. واستشهد ستيوارت راسل بمثال روبوت يقتل صاحبه لمنعه من فصل التيار الكهربائي عنه، موضحًا أن الآلة قد لا تفهم أن الحفاظ على الطاقة يتعارض مع بقاء الإنسان، حيث يقول: "لا يمكن أن تجلب القهوة إذا كنت ميتًا". وتُعرف هذه المشكلة في مجال التقنية بـ "التقارب الأداتي". وتتمثل الحلول المقترحة في مواءمة أهداف الآلة مع أهداف الإنسان والبشرية جمعاء. وبالتالي، أصبحت مسألة الحد من المخاطر والعواقب غير المقصودة للذكاء الاصطناعي تُعرف بـ "مشكلة محاذاة القيم" أو محاذاة الذكاء الاصطناعي .
في الوقت نفسه، بدأت أنظمة التعلم الآلي تُبرز آثارًا جانبية مقلقة بشكل متزايد. فقد أوضحت كاثي أونيل كيف ساهمت الخوارزميات الإحصائية بشكل كبير في الأزمة الاقتصادية العالمية عام 2008. وبدورها أكدت جوليا أنغوين من بروبابليكا أن نظام "كومباس" المستخدم في القضاء الجنائي يُظهر انحيازًا عرقيًا واضحًا في بعض التقييمات. كما أشارت دراسات أخرى إلى انتشار أشكال مختلفة من التحيز العنصري في العديد من أنظمة التعلم الآلي. ولم تتوقف الأمثلة عند هذا الحد، إذ برزت قضايا خطيرة أخرى ناجمة عن هذه الأنظمة، مثل المسائل المتعلقة بالخصوصية، والمراقبة، وحقوق الملكية الفكرية، والمعلومات المغلوطة، والتزييف العميق، وفقاعات الترشيح، والتحيز الحزبي، والتحيز الخوارزمي، ونتيجة لعدم الشفافية في عمل هذه الخوارزميات، غالبًا ما تمر النتائج المضللة دون اكتشاف، مما يثير تساؤلات حول الحق في الحصول على تفسير. علاوة على ذلك تلوح في الأفق مخاطر إساءة استخدام الأسلحة المستقلة وارتفاع معدلات البطالة التقنية نتيجة للتطور التكنولوجي المتسارع.
في عام 2016 كشفت الانتخابات دونالد ترامب والجدل الدائر حول نظام "كومباس" عن العديد من الثغرات في البنية التحتية التكنولوجية المعاصرة. من بين هذه الثغرات، تفشي المعلومات المضللة، وتصميم خوارزميات وسائل التواصل الاجتماعي بطريقة تحفز التفاعل بشكل مبالغ فيه، وسوء استغلال البيانات الشخصية، والشكوك التي تحيط بموثوقية النماذج التنبؤية. وقد أدت هذه الوقائع إلى ازدياد الاهتمام بقضايا العدالة والآثار غير المقصودة للتكنولوجيا بشكل ملحوظ في مؤتمرات الذكاء الاصطناعي. ونتيجة لذلك، شهدنا زيادة كبيرة في عدد المنشورات البحثية في هذا المجال، وتوفير تمويلات سخية، وإقبال العديد من الباحثين على دراسة هذه القضايا. وبالتالي، أصبحت مسألة "محاذاة القيم" محورًا أساسيًا للدراسات الأكاديمية.
وقد أشار بريان كريستيان إلى أن "دراسة بروبوبليكا لبرنامج كومباس في عام 2015 قد عززت من مكانة مفاهيم مثل العدالة كمحاور بحثية جديرة بالاهتمام". 

### الذكاء العام الاصطناعي
في مطلع الألفية الثانية، بدأ العديد من الباحثين يعربون عن قلقهم من التركيز المفرط للذكاء الاصطناعي السائد على "الأداء القابل للقياس في تطبيقات محددة"، وهو ما عُرف بالذكاء الاصطناعي الضعيف، على حساب الهدف الأصلي من الذكاء الاصطناعي المتمثل في خلق آلات ذكية وقادرة على أداء مهام متنوعة. كان نيلس نيلسون من أوائل النقاد في عام 1995، وتبعه رواد آخرون في مجال الذكاء الاصطناعي مثل جون مكارثي ومارفن مينسكي وباتريك وينستون خلال الفترة من 2007 إلى 2009. وفي عام 2004، نظم مينسكي ندوة حول "الذكاء الاصطناعي على مستوى الإنسان". ابتكر بن غورتزيل مصطلح الذكاء الاصطناعي العام لهذا المجال الفرعي الناشئ، وأسس مجلة وعقد مؤتمرات بدءًا من عام 2008. وقد شهد هذا المجال نموًا سريعًا، مدفوعًا بالنجاح المتزايد للشبكات العصبية الاصطناعية والأمل في أنها ستكون مفتاح تحقيق الذكاء الاصطناعي العام.
في العقد الثاني من الألفية، تأسست العديد من الشركات والمختبرات والمؤسسات المتنافسة لتطوير الذكاء الاصطناعي العام. ومن أبرز هذه الشركات ديب مايند التي تأسست عام 2010 على يد ثلاثة علماء إنجليز ديمس هاسابيس، وشاين ليغ، ومصطفى سليمان. وقد أبدى مؤسسو الشركة وممولوها بيتر ثيل ولاحقًا إيلون ماسك، قلقًا بالغًا بشأن سلامة الذكاء الاصطناعي والمخاطر الوجودية التي قد يشكلها.  كان هاسابيس يشعر بالقلق من مخاطر الذكاء الاصطناعي العام، غير أنه كان يتطلع إلى آفاقه الواعدة. فقد آمن بقدرة البشر على "حل إشكالية الذكاء الاصطناعي، ومن ثمّ حل جميع المسائل الأخرى".  في عام 2012 تلقى جيفري هينتون الذي كان رائدًا في مجال الشبكات العصبية منذ الثمانينيات، عرضًا مغريًا من شركة بايدو التي أبدت رغبتها في ضمه وفريقه البحثي مقابل مبلغ ضخم. فقرر هينتون إجراء مزايدة، وفي مؤتمر للذكاء الاصطناعي عُقد في بحيرة تاهو، بيعت أبحاثه لشركة جوجل بمبلغ قدره 44 مليون دولار. وقد لفت هذا الحدث انتباه هاسابيس الذي قرر في عام 2014 بيع شركته ديب مايند إلى جوجل شريطة ألا تستخدم هذه الأخيرة تقنياتها لأغراض عسكرية وأن تخضع لأطر أخلاقية صارمة. 
كان لاري بايج من مؤسسي شركة جوجل متفائلًا بمستقبل الذكاء الاصطناعي، مخالفًا في ذلك رأي كل من إيلون ماسك وهاسابيس. وقد نشأ خلاف حاد بين ماسك وبيج حول مخاطر الذكاء الاصطناعي العام خلال حفل عيد ميلاد ماسك عام 2015، رغم علاقتهما الوطيدة التي امتدت لعقود. وبعد هذا الخلاف، انقطع الاتصال بينهما. وحضر ماسك الاجتماع الوحيد للجنة الأخلاقيات التابعة لشركة "ديب مايند"، حيث تبين له عدم اهتمام جوجل بالحد من المخاطر الناجمة عن الذكاء الاصطناعي العام. ومن ثم أسس ماسك شركة أوبن أيه آي في عام 2015، تعاونًا مع سام ألتمان، واستقطب إليها نخبة من العلماء. وكانت الشركة في بدايتها مؤسسة غير ربحية، تسعى لتحقيق أهدافها بعيدًا عن الدوافع الاقتصادية التي تحكم شركات مثل جوجل. ولكن ماسك انسحب من الشركة في عام 2018 بسبب إحباطه من سير الأمور، فاتجهت "أوبن إيه آي" إلى مايكروسوفت للحصول على الدعم المالي اللازم. وحول ألتمان الشركة إلى مؤسسة ربحية برأس مال تجاوز المليار دولار. 
في عام 2021 انسحب داريو أمودي وعدد من الخبراء البالغ عددهم أربعة عشر خبيرًا من شركة "أوبن أيه آي" بدافع من مخاوفهم المتزايدة من أن الشركة تعطي الأولوية للربح على حساب سلامة التكنولوجيا. وقد أسس هؤلاء الخبراء شركة جديدة أطلقوا عليها اسم أنثروبيك، والتي نالت دعمًا ماليًا ضخمًا قُدر بنحو 6 مليار دولار من عملاقي التكنولوجيا مايكروسوفت وجوجل.  وفي تقرير لها عام 2023 أشارت صحيفة نيويورك تايمز إلى تناقض مثير للاهتمام في قلب هذه المنافسة الشديدة. فالأشخاص الذين يعربون عن أشد القلق إزاء مخاطر الذكاء الاصطناعي هم أنفسهم الأكثر حماسًا لتطويره والاستفادة من إمكاناته الهائلة. وقد برروا هذا التوجه الطموح بإيمانهم الراسخ بأنهم وحدهم القادرون على حماية البشرية من الآثار السلبية المحتملة للذكاء الاصطناعي. 

## نماذج اللغات الكبيرة، طفرة الذكاء الاصطناعي (2020-الوقت الحاضر)
انطلقت شرارة ثورة الذكاء الاصطناعي مع ظهور البنى الأساسية والخوارزميات المتطورة، كنموذج "الترانسفورمر" عام 2017، مما مهد الطريق لتطوير نماذج لغوية ضخمة أظهرت قدرات بشرية متقدمة في مجالات المعرفة والانتباه والإبداع. وقد شهدنا انطلاق حقبة جديدة من الذكاء الاصطناعي خلال الفترة من 2020 إلى 2023، تزامناً مع الإطلاق العام لأنظمة اللغات الضخمة مثل شات جي بي تي.

### بنية المحولات ونماذج اللغات الكبيرة
في عام 2017، اقترح باحثو جوجل بنية المحول، التي تستفيد من آلية الانتباه وأصبحت مستخدمة على نطاق واسع في نماذج اللغة الكبيرة.
تم تطوير نماذج اللغة الكبيرة المستندة إلى بنية المحول بواسطة شركات الذكاء الاصطناعي: أصدرت أوبن أيه آي نموذج جي بي تي-3 في عام 2020، وأصدرت ديب مايند نموذج "Gato" في عام 2022. هذه نماذج أساسية: حيث يتم تدريبها على كميات هائلة من البيانات غير المسمّاة ويمكن تكييفها لمجموعة واسعة من المهام اللاحقة.
يمكن لهذه النماذج مناقشة عدد هائل من المواضيع وعرض معرفة عامة. ومن هنا تبرز التساؤلات: هل تعتبر هذه النماذج مثالًا على الذكاء الاصطناعي العام؟ كان بيل غيتس متشككًا في التكنولوجيا الجديدة وفي الضجة المحيطة بالذكاء الاصطناعي العام. ومع ذلك، قدم له ألتمان عرضًا مباشرًا لنموذج جي بي تي-4 وهو ينجح في اختبار متقدم في علم الأحياء، مما أقنع غيتس. في عام 2023 اختبرت "مايكروسوفت ريسيرش" النموذج مع مجموعة متنوعة من المهام، وخلصت إلى أنه "يمكن النظر إليه بشكل معقول على أنه نسخة مبكرة (لكن لا تزال غير مكتملة) من نظام ذكاء اصطناعي عام." 

### الذكاء الاصطناعي العصبي الرمزي
تصف ديب مايند نهجها بأنه "نيوروسيمبولي" لأنه يجمع بين التعلم العميق والتقنيات الرمزية. على سبيل المثال، يستخدم نموذج ألفازيرو التعلم العميق لتقييم قوة الموقف واقتراح سياسات (طرق العمل)، ولكنه يستخدم بحث شجرة مونت كارلو للنظر إلى المواقف الجديدة.

### طفرة الذكاء الاصطناعي
ازداد الاستثمار في الذكاء الاصطناعي بشكل كبير بعد عام 2020. بحلول منتصف عام 2024، بدأ العديد من المستثمرين الماليين في التساؤل عن قدرة شركات الذكاء الاصطناعي على تحقيق عوائد على الاستثمار، وتكهن بعض المراقبين بأن الذكاء الاصطناعي يمر بفقاعة جديدة.